# Kabbala

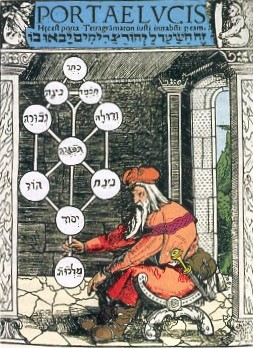
Mann, der einen Baum mit den zehn Sephiroth hält – Abbildung aus dem Buch Portae Lucis (‚Die Pforten des Lichts‘) von Johannes Reuchlin (lateinische Übersetzung des Werkes Scha’arej ora von Josef ben Abraham Gikatilla (1248–1305) durch Paul Riccius (Augsburg, 1516))

Der geographische Raum, in dem die bedeutenden kabbalistischen Texte entstanden: Südfrankreich und Nordspanien

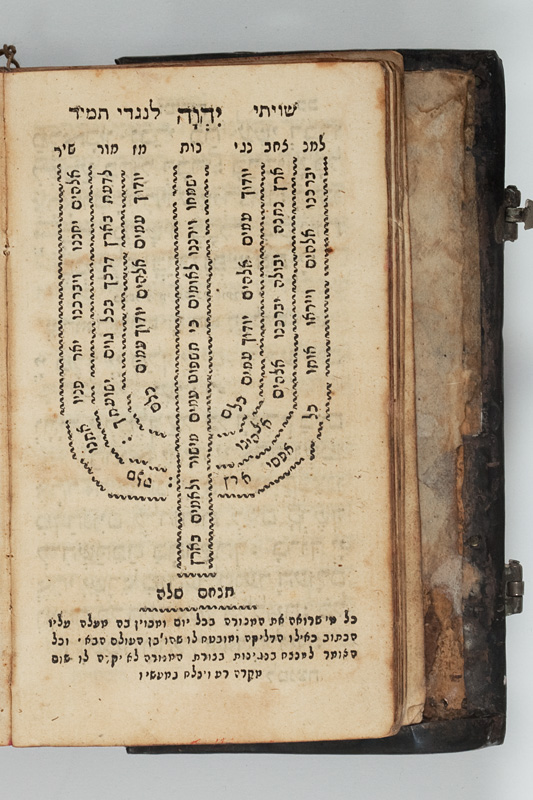
Kabbalistisches Gebetbuch aus Italien, 1803, Jüdisches Museum der Schweiz

Die Kabbala (auch Kabbalah, hebräisch קַבָּלָה Qabbaláh), übersetzt „das Überlieferte“, ist in ihrem klassischen Verständnis eine kulturelle Ausdrucksform der mystischen Tradition des Judentums und bezeichnet sowohl bestimmte („kabbalistische“) überlieferte Lehren als auch bestimmte überlieferte Schriften. Sie steht in einer jahrhundertelangen mündlichen Überlieferung, deren Wurzeln sich in der Tora bzw. im Tanach, der Heiligen Schrift der jüdischen Religion, aber auch der frühen rabbinischen Literatur finden. Unabhängig von vielfältigen früheren Einflüssen entstand die klassische Kabbala Anfang des 13. Jahrhunderts in dem geographischen Raum der Provence und Okzitaniens mit dem Languedoc und Katalonien. Sie ist auch heute noch eine wichtige Strömung im Judentum.

## Ziele

### Erkenntnis und Verständnis der göttlichen Wahrheit
Die Basis kabbalistischer Traditionen ist die Suche des Menschen nach der Erfahrung einer unmittelbaren Beziehung zu JHWH.
Mit „Kawwana“ (hebräisch כוונה) wird in der jüdischen Mystik eine tiefere Absicht und Hingabe beim Gebet und bei der Erfüllung der Mitzwot gesehen. Es geht nicht nur um das ‚Aussprechen von Worten‘ oder das ‚Erfüllen von Geboten‘, sondern um eine bewusste, geistige ‚Ausrichtung des Herzens und des Verstandes‘ auf das Göttliche. Durch diese Ausrichtung wird der Mensch in einen Zustand versetzt, in dem er sich mit den göttlichen Attributen und Emanationen, mit bestimmten Sephiroth, verbinden kann. Durch seine Kawwana wird der Mystiker in einen Zustand spiritueller Einkehr und Erleuchtung gebracht, in dem er nicht nur mit den äußeren Worten des Gebets in Kontakt steht, sondern auch mit den tieferen, göttlichen Dimensionen.
Der Begriff „Devekut“ (hebräisch דבקות) beschreibt diese Erfahrung, er leitet sich von der Aussage ab, „[…] den Herrn, deinen Gott, zu lieben, auf all seinen Wegen zu wandeln und ihm treu zu bleiben.“ (Deut 11,22 ). Es ist ein jüdisches Konzept, das sich auf die ‚Nähe zu Gott‘ bezieht, es kann sich auf einen ‚tiefen, tranceähnlichen meditativen Zustand‘ beziehen, der sich während des jüdischen Gebets, des Studiums der Tora oder der Befolgung der Halacha einstellt.
Durch Meditation, Gebet, das Studium der heiligen Texte und die Vervollkommnung der eigenen Seele kann der Mensch das universelle und ‚göttliche Licht‘ „erkennen“, das in ihm und in der Welt verborgen ist. Dies führt zu einer tieferen Verbindung mit Gott und einer umfassenderen Erkenntnis der wahren Natur des Universums. Dabei ist „Erkennen“ weit mehr als ein rationaler Akt; es ist ein ganzheitlicher Prozess, der sowohl den „Verstand“ als auch das „Herz“, die Seele und den gesamten Körper einbezieht. Es bedeutet, sich mit dem Göttlichen zu verbinden, tiefere Ebenen der Wahrheit zu erfahren und sich selbst zu transformieren.

### Vereinigung mit dem Göttlichen, kabbalistische Meditation und Gebet als Mittel zur Vereinigung
Im Zentrum der kabbalistischen Vorstellung steht also das Streben des Mystikers, eine emotionale, erfahrungsmäßige und mentale Vereinigung mit der Gottheit zu erreichen und die Kluft zwischen der physischen Welt, in die der Mystiker eingepflanzt ist, und Gott zu verringern; dabei durchdringt das ‚Göttliche‘ alles, es ist die ‚Allgegenwart des Göttlichen‘.
Der Adept nimmt die gesamte physische Realität und die darin enthaltenen Phänomene als ein ‚symbolisches System‘ wahr, das die Offenbarung Gottes in der Welt widerspiegelt. Er versucht, durch Beobachtung in sie einzudringen und das göttliche Wesen zu offenbaren, das in allem, was war und ist, verborgen sei. Auf diese Weise versucht der Kabbalist, die Höhen spiritueller Vollkommenheit zu erreichen, seine Seele zu ihrer göttlichen höchsten Wurzel zurückzubringen, an der Gottheit festzuhalten und in sie einbezogen zu werden.
Klaus Davidowicz erklärt die zentrale Lehre der Kabbala so: „Normale Gebete werden mit einer Ausrichtung auf Gott verbunden, die zu einer Vereinigung mit Gott führen soll. Das heißt, man versucht, seine Seele dabei auszurichten, eine Meditation zu machen, um aufzusteigen in die göttlichen Welten.“
Ein Ziel der mystisch-kabbalistischen Erfahrung in der Meditation ist es, die Einheit der ‚göttlichen Kräfte‘ (Sephiroth) durch Ausgleich der inneren Gegensätze zu fördern. Kabbalisten suchen nicht nach bildlichen oder konkreten Darstellungen Gottes (2 Mos 20,4-5 ), sondern nach einer tieferen Verbindung zu den geistigen und göttlichen Ebenen der Sephiroth und der Schechina, der göttlichen Präsenz, die der Welt innewohnt. Die „Vorstellung“ in der Kabbala ist keine physische oder visuelle Vorstellung, sondern eine spirituelle Wahrnehmung und Erkenntnis der göttlichen Wahrheit, welche die der physischen Welt weit übersteigt.
Dabei sind die Symbole des Lebensbaums (hebräisch עץ חיים Ez Chaim, deutsch ‚Baum des Lebens‘) mit seinen zehn Sephiroth (hebräisch סְפִירוֹת səfīrōt) eng mit der Kabbala verbunden. In dieser Symbolik beschreibt die Kabbalistik die ‚innere Verfasstheit‘ Gottes, um die Kräfte, die in Allem wirken, zu erkennen, um ihm näher zu kommen und so Gott in dieser Welt sichtbar werden oder wirken zu lassen.

### Transformation des Individuums
In der Kabbala wird betont, dass die Erfahrung Gottes oder des Göttlichen nicht nur kognitiv verstanden werden könne, sondern auch eine tief emotionale und transformative Dimension habe.
Für den Kabbalisten befindet sich das erweiterte Bewusstsein, die mystische Erfahrung, der außergewöhnliche Bewusstseinszustand (ABZ), im ‚Hier und Jetzt‘, weil die ‚innere Verfasstheit der Gottheit‘, das ‚unendliche Licht‘, hier sei.
Das ‚göttliche Licht‘ symbolisiert die göttliche Präsenz und Wahrheit, die in der Welt leuchtet. Der Mensch kann lernen, dieses ‚Licht‘ in sich selbst zu erkennen und es in der Welt zu reflektieren. Der innere Zustand des Menschen beeinflusst die Wahrnehmung dieses ‚Lichts‘.

## Der Begriff „Kabbala“ und zentrale Annahme
Die Bezeichnung „Kabbala“ (hebräisch קַבָּלָה) geht auf den hebräischen Wortstamm קבל (qbl) zurück und bedeutet ‚Empfangen‘, ‚Erhalten‘. Ursprünglich konnte das Wort „Kabbala“ allgemein jegliche Überlieferung bezeichnen, insbesondere die jüdische Überlieferung über die Offenbarung der Tora an Mose am Sinai, (2 Mos 34 ). So beginnen die Sprüche der Väter aus der Mischna: משֶׁה קִבֵּל תּוֹרָה מִסִּינַי וּמְסָרָהּ לִיהוֹשֻׁעַ ‚Moscheh [Mose] empfing die Tora am Sinai und überlieferte sie Jehoschua [Josua]‘.
Wahrscheinlich ist der Begriff „Kabbala“ erstmalig implizit um das Jahr 1200 von Isaak dem Blinden verwendet worden. Durch ihn und seine Schule breitete er sich in der Provence und späterhin im spanisch-katalanischen Raum weiter aus. In den erhaltenen Quellen des Rabbiners kommt der Begriff „Kabbala“ jedoch explizit nicht vor. Denn aus einer Schrift des in der Tradition der spanisch-südfranzösischen Schulen lehrenden Rabbiners Meir ben Solomon Abi-Sahula aus dem Jahr 1330 ging hervor, dass die Verbindung der „Kabbala“ mit einer theosophischen Mystik ungefähr aus der Zeit Isaaks des Blinden bzw. dessen am Ende des 12. Jahrhunderts verstorbenen Vaters Abraham ben Isaak stammte. So schrieb Meir ben Salomo: „[…] alle diese Dinge unserem Verständnis gemäß zu erforschen und in Bezug auf sie den Weg zu verfolgen, den die eingeschlagen haben, die in unserer Generation und den uns vorangehenden Generationen seit nunmehr 200 Jahren me-qabbalim heißen […].“ Mit dieser Bezeichnung meinte er die Kabbalisten und erwähnte in seinen weiteren Ausführungen auch die Lehre von den zehn Sephirot.
Ab dem Mittelalter wird diese Bezeichnung „für eine bestimmte spekulative Richtung und eine mit ihr verbundene Frömmigkeitsform des Judentums“ verwandt. Im Hauptteil des Sefer ha-Sohar wird das Wort „Kabbala“ nicht verwendet, es erscheint aber in späteren Teilen wie Ra'aya Meheimna und dem Sefer ha-Tiqunim.
Ab dem Beginn des 14. Jahrhunderts setzte sich die Bezeichnung „Kabbala“ gegenüber anderen damals gebräuchlichen Begriffen, die Ähnliches bedeuteten, durch.
Es gibt verschiedene kabbalistische Schriften und Schulen, aber keine Dogmatik oder abprüfbaren Lehrinhalte, also keine allgemeingültige kabbalistische Lehre.
Des Weiteren gibt es eine reichhaltige schriftliche Überlieferung zum Teil gegensätzlicher kabbalistischer Strömungen (beispielsweise die ekstatische und die theosophische Richtung in der älteren Kabbala). Als bedeutendstes Schriftwerk der Kabbala gilt der Sohar, ein pseudepigraphisches Werk aus der theosophischen Richtung der älteren Kabbala.
Die schriftliche Überlieferung und Produktion der Kabbala enthält auch gnostische, neuplatonische und christliche Elemente. Seit Pico della Mirandola (15. Jahrhundert) wird die Kabbala auch in nichtjüdischen Kreisen fortgeführt (vgl. Christliche Kabbala, Hermetische Kabbala).
Das jüdische Mittelalter in seiner Diaspora suchte ein „nicht anthropomorphes Gottesbild“, das es gestattete, Gott als „Ursache allen Seins“ und das „absolut Eine“ zu durchdringen. Es ist der nicht anthropomorphe Gott, Ein Sof (hebräisch אין סוף ēyn sōf), ohne Ende oder außerhalb räumlicher oder zeitlicher Grenzen.
In der jüdischen Religion nimmt die theistische Wendung auf JHWH, als ein „übergeordnetes“, „personalisiertes“ und oft von der „Welt getrenntes Wesen“, eine zentrale Rolle ein. Gott wird als Schöpfer des Universums verehrt, aber bleibt in seiner Essenz vom Universum getrennt und transzendent. In der Kabbala ist Gott ein mehrdimensionales Konzept, der kabbalistische Gottesbegriff, durch das Konzept des Ein Sof beschrieben, ist jenseits aller Kategorien wie ‚Raum und Zeit‘ und umfasst alles, was ist. Aus dieser transzendenten Quelle emanieren die Sephiroth, die göttlichen Emanationen, durch die Gott sowohl transzendent als auch immanent in der Welt präsent ist, aber nicht anthropomorph (2 Mos 20,4-5 ).
Das primäre Attribut der Einheit ist ‚Ewigkeit‘, da das Ein Sof, der ungeteilte Ursprung, hinter aller ‚Dualität und Polarität‘ wirkt. Ein solcher Ursprung ist nicht den Begrenzungen von ‚Raum und Zeit‘ unterworfen; er ist jenseits von Anfang und Ende, er ist ‚raum- und zeitlos, unendlich und ewig‘.

## Lehren, Praktiken und Fragestellungen

„Baum der Sephiroth“ mit den aus dem Ein Sof herausströmenden ‚göttlichen Kräften‘ (Sephira) und zwischen den 10 Sephiroth befinden sich 22 Zinnoroth

Es lässt sich eine „theoretische“ (hebräisch קבלה עיונית qabbālā lyyunit) und eine „praktische Kabbala“ (hebräisch קבלה מעשית qabbālā ma'aseh) unterscheiden bzw. klassifizieren. Der Begriff der „praktischen Kabbala“ steht u. a. auch als Synonym für eine Form der Magie – so haben etwa die hebräische Buchstaben und Worte eine große Bedeutung, indem ihnen eine magische Kraft zugeschrieben wird (Gematrie).

### Emanationen und Sephiroth
Beeinflusst u. a. von neuplatonischen Vorstellungen, entwickelte sich in den Texten der „klassischen Kabbala“ (Sefer Bahir, Sohar) die Annahme, dass ein als gänzlich imperzeptibel imaginierter Gott (Ein Sof) die unüberwindbare Distanz zur Welt des Menschen dadurch überwindet, dass er ‚göttliche Kräfte‘ (Sephiroth, von hebräisch סְפִירוֹת səfīrōt, deutsch ‚Aufzählung‘ oder ‚Zählen‘, hier im Sinne von „Sphäre“, „Dimension“) aus sich herausströmen, emanieren lässt. Es sind die ‚göttlichen Kräfte‘ (Sephiroth), die bestimmte Wirkungsaspekte Gottes für den Menschen repräsentieren. In ihrer hierarchischen Strukturierung wirken sie aufeinander und auf die Welt ein. Der Mystiker kann sich von diesen Strukturen meditativ anrühren lassen und in der Erfüllung der Tora, als der göttlichen Ordnung, entsprechen.

### Welten, ‚Emanationsräume‘
In der Kabbala gibt es ein ‚Konzept von Welten‘ (hebräisch אולמות olamot), die die verschiedenen Ebenen der Realität und der spirituellen Entwicklung darstellen. Diese Welten sind als unterschiedliche Zustände des ‚Seins‘ und der ‚göttlichen Manifestation‘ zu verstehen. Die vier Welten werden auch als ‚Emanationsräume des göttlichen Lichts‘ verstanden, durch die sich das Licht (hebräisch אור or) von der höchsten und unendlich reinen Quelle (dem hebräisch אור אינסוף or ein sof, deutsch ‚dem unendlichen (göttlichen) Licht‘) hin zu den manifestierten Formen in der physischen Welt ausbreitet. Diese Welten repräsentieren verschiedene Stufen der göttlichen Offenbarung und die Differenzierung des göttlichen Lichts auf seinem Weg von der reinen Unendlichkeit bis hin zur manifesten, materiellen Realität.
Die „theoretische Kabbala“ beschreibt u. a. die ‚Selbstoffenbarung Gottes‘ in seinen zehn Wirkungskräften; durch die Emanation aus dem göttlichen Einen (Ein Sof, hebräisch אין סוף ēyn sōf) kommt es zur Selbstschöpfung oder Selbstoffenbarung. Basierend auf dem Sohar behandelt die „theoretische Kabbala“ hauptsächlich die Dynamik der spirituellen Bereiche, insbesondere der „vier Welten der Sephiroth“ (hebräisch עולמות olamot), das sind:
- die Olam Atzilut (hebräisch עולם אצילות ‚die Welt der Erhabenheit‘, ‚Ausstrahlung‘, ‚Intuition‘, ‚Illumination[32]‘),
- die Olam Briyah (hebräisch עולם בריאה ‚die Welt der Schöpfung‘, ‚Kontemplation‘),
- die Olam Jetzirah (hebräisch עולם יצירה ‚die Welt der Formgebung‘, ‚Gestaltung‘, ‚Imagination‘),
- die Olam Asiyah (hebräisch עולם עשיה ‚die Welt der Tat‘, ‚Tätigkeit‘, ‚Reaktion‘)

sowie die Engel (hebräisch מַלְאׇכִים mal’ākhîm).
In der Kabbala ist die ‚Selbstoffenbarung Gottes‘ eng mit dem Konzept des „Ein Sof“ verbunden, dem unendlichen, jenseitigen Ursprung aller Dinge, der sich in der Welt über die Sephiroth, die göttlichen Emanationen, manifestiert. Die ‚Selbstoffenbarung Gottes‘ kann als Prozess verstanden werden, in dem das Unendliche (Ein Sof) in einer begrenzten und für den menschlichen Geist erfassbaren Weise in der Welt sichtbar wird.
In der Kabbala wird die ‚Schechina‘ (hebräisch שכינה) als die ‚göttliche Präsenz‘ oder die „Einwohnung“ Gottes in der Welt verstanden; insbesondere im Sohar. Es ist das göttliche Element, das in der Welt und in den Menschen gegenwärtig ist, aber oft verborgen bleibt. In diesem Zusammenhang gibt es zwei wesentliche Begriffe, die die verschiedenen Aspekte dieser Präsenz beschreiben:
- Gilui ha-Schechina (hebräisch גילוי השכינה ‚Offenbarung der Schechina‘), er beschreibt die Manifestation oder Erscheinung der göttlichen Präsenz. In Momenten der Nähe Gottes, wie in bestimmten mystischen oder spirituellen Erfahrungen, wird die Schechina sichtbar oder erfahrbar. Es handelt sich um das direkte Erleben der göttlichen Gegenwart, wenn sie in der Welt aufscheint.[40]
- Hastarat ha-Schechina (hebräisch הסתרת השכינה ‚Verborgenheit der Schechina‘), mit diesem Begriff wird die Situation erfasst, in der die göttliche Präsenz verborgen oder nicht unmittelbar spürbar ist. In der Kabbala wird oft gesagt, dass die Schechina sich in Zeiten der Trennung oder der Dunkelheit zurückzieht, was sowohl in spirituellen als auch in historischen Kontexten relevant ist. Diese Verborgenheit ist jedoch nicht endgültig – sie lässt Raum für die Möglichkeit, dass die Schechina sich wieder offenbart, wenn der Mensch bereit ist, sie zu empfangen.

Sowohl die Gilui ha-Schechina als auch Hastarat ha-Schechina spiegeln die Art und Weise wider, wie die ewige, unendliche und transzendente göttliche Präsenz des Ein Sof in die Welt tritt. Diese Erscheinungen sind keine echten Gegensätze, sondern unterschiedliche Dimensionen der göttlichen Offenbarung, die es dem Menschen ermöglichen, eine gewisse göttliche Nähe zu spüren, ohne die unendliche, unbegrenzte und unaussprechliche Natur des Ein Sof zu erfahren. Die Verhüllung der Schechina erlaubt es dem Menschen, in einer Welt der Trennung und Begrenzung zu leben, während die Offenbarung der Schechina als eine göttliche Präsenz erlebt wird, die dennoch der vollständigen Transzendenz des Ein Sof treu bleibt. Die Kabbala lehrt, dass das Streben nach spiritueller Vollkommenheit ein Prozess des Aufhebens dieser Verborgenheit ist, indem der Mensch durch die Praxis und das Verständnis der göttlichen Emanationen (Sephiroth) die Schechina wieder zu enthüllen sucht. Die beiden Begriffe stehen also in einem engen Zusammenhang, da sie die wechselseitige Beziehung zwischen der Offenbarung und der Verborgenheit der göttlichen Präsenz in der Welt beschreiben.

### Weltenbaum, zehn Sephiroth und Zinnoroth
Der Weltenbaum: Schon im Sefer ha-Jetzira (hebräisch ספר יצירה) werden erstmalig die zehn Sephiroth beschrieben. Die zehn Sephiroth sind die göttlichen Urpotenzen, welche in der Form des kabbalistischen Weltenbaumes (hebräisch עץ חיים Ez Chaim, deutsch ‚Baum des Lebens‘) alle Ebenen des Seins durchragen. Sie sind ‚das Reich der göttlichen Attribute‘ und sie erscheinen als ‚die Kräfte Gottes‘. Dieser Weltenbaum mit dem darin verbundenen Menschen stellt den verkörperten Organismus des Universums dar. Diese elementare Verflechtung des Menschen in ein göttliches Universalsystem verdeutlicht nach kabbalistischer Ansicht auch das gegenseitige Beeinflussungspotential der göttlichen und der menschlichen Ebene – der Mensch steht unter dem ganzheitlichen Einfluss universaler Kräfte, kann diese aber seinerseits beeinflussen.
Philip S. Berg sah in den Sephiroth eine Abfolge von „zehn Energiefeldern“, zwischen Gott und den Menschen. Die Sephiroth ließen sich als „spirituelle Transformatoren“ begreifen. Jede Sephira verfügt über „besondere Qualitäten“ und stellt eine „Lektion“ dar, die sich der Adept aneignen kann, und in dem Maße, in dem er jede Sephira besetzt, steigert er auch sein „spirituelles Fassungsvermögen“. Dabei zeigt der „Baum des Lebens“ eine „spiegelverkehrte Anordnung“ (lateinisch arbor inversus). Die höchste Sephira Kether, die Krone, ist in der Metapher die „Wurzel des Baumes“ und nährt sich von den göttlichen Emanationen. Die Sephiroth wirken als „spirituelle Transformatoren“, die die „göttliche Energie, das Licht“ (hebräisch אור or), drosseln, bis es in einer „erträglichen Intensität“ in der Malkuth ankommt. Dabei sind die zehn Sephiroth in potenzieller Form im Menschen angelegt, damit der Mensch sich mit „spiritueller Arbeit diese erweckt und beherrscht“. Auch der Theologe, Judaist und fundierte Kenner der Kabbala Mario Javier Sabán sieht die Sephiroth als „spezifische energetische Dimensionen“ (spanisch dimensiones energéticas específicas) an.
- Or Ein Sof, das unendliche göttliche Licht (hebräisch אור אינסוף or ein sof), das jenseits aller Begrenzungen und Formen existiert.
- Im Olam Atzilut (Welt der Emanation) wird das Licht in seiner reinsten Form emanativ und bleibt in direkter Nähe zum Urgrund.
- Im Olam Briyah (Welt der Schöpfung) wird das Licht differenziert und beginnt, als kreative, schöpferische Energie zu wirken.
- Im Olam Jetzirah (Welt der Formgebung) erhält das Licht Form und Struktur, beeinflusst die Welt der Seelen und Engel.
- Im Olam Asiyah (Welt der Tat) wird das Licht in die materielle Welt und die menschlichen Handlungen herabgesenkt, wo es als aktive Energie in der Welt wirkt.

Die Zinnoroth (hebräisch זִּנְרוֹת zinnerot, deutsch ‚drehen‘ ‚wickeln‘ ‚verknüpfen‘; das Wort leitet sich von der hebräischen Wurzel ז-נ-ר (z-n-r) ab, die mit diesen Bedeutungen verbunden ist) zeigen eine Art „Verbindung“ oder „Verhältnis“ zwischen den einzelnen Sephiroth an. So stehen diese in einem gestaltbildenden Verhältnis zueinander und sind eben durch bestimmte Zinnoroth („Kanäle“, „Pfadlinien“) miteinander verbunden. Während die Sephiroth die grundlegenden Aspekte des Göttlichen darstellen, sind die Zinnoroth die Verbindungen oder Beziehungen zwischen den verschiedenen Sephiroth; sie repräsentieren den Fluss von ‚göttlicher Energie‘ und ‚spirituellen Erfahrungen‘. Die Zinnoroth vermitteln gewissermaßen die Interaktionen zwischen den einzelnen Sephiroth und bringen das ‚göttliche Licht‘ in einem strukturierten System von Ursachen und Wirkungen hervor. Einige Kabbalisten verstehen die Zinnoroth als die „Kanäle“ oder „Flüsse“ des ‚göttlichen Lichts‘, die es ermöglichen, dass die Sephiroth miteinander kommunizieren und interagieren. Sie sind weniger als eigenständige Emanationen zu verstehen, sondern eher als Verbindungen und Vermittler, die den Fluss des göttlichen Lichts von einer Sephira zur nächsten sicherstellen. Die Zahl der Zinneroth variiert je nach der spezifischen Tradition und Interpretation, aber in der klassischen Darstellung gibt es insgesamt 22 Pfade, die die 10 Sephiroth miteinander verbinden. Der Begriff selbst hat seinen Ursprung in der Sohar-Tradition oder in späteren kabbalistischen Kommentaren, die sich mit den Verbindungen zwischen den Sephiroth befassen.

### ImSefer ha-Sohar
Die Rolle des Menschen wird im Sohar betont, da die spirituelle Bedeutung des Menschen und seine Möglichkeit, durch mystische Praktiken und Meditation, darin besteht, das göttliche Licht zu erlangen.
Er vertritt eine theosophische Richtung in der Kabbala und beschreibt, ‚Entsprechungen von Oben und Unten‘. In dem mehrbändigen Werk, wird das „Unten“, die „untere Welt“, der „untere Mensch“ untrennbar mit der vollkommenen „oberen Welt“ oder dem „oberen Menschen“ verbunden. Nach kabbalistischer Ansicht hat JHWH alles, was er im Universum geschaffen hat, auch am Menschen geschaffen. Hieraus ergibt sich ein Weltbild der ‚wechselseitigen Entsprechungen von Oben und Unten‘. Hierin wird der kabbalistische Grundgedanke von Mikro- und Makrokosmos deutlich. Die ganze „untere“ Welt wurde demnach nach dem Vorbild der „oberen“ gemacht und jeder Mensch an sich ist ein Universum im Kleinen.
Der körperlichen Gestalt des Menschen kommt hierbei eine universelle Bedeutung zu, denn Gott selbst wird in der Tradition der jüdischen Mystik mit letzter Konsequenz anthropomorph gedacht. Die Vollkommenheit des göttlichen Makrokosmos personifiziert sich hierbei im Menschen, welcher als Mikrokosmos zwar unvollkommen, aber dennoch ein ‚Abbild des himmlischen Urmenschen‘ Adam Qadmon (אָדָם קַדמוֹן) darstellt. Gott als das Grenzenlose und Ewige benötigt das von ihm geschaffene Mittlerwesen des Menschen, um durch die „zehn geistigen Kräfte“ (סְפִירוֹת Sephiroth) seine göttliche Allmacht wirken zu lassen.

### Spirituelle Transformation und Stufen der Weisheit
Überwindung des gewohnten „Alltags-Ich“: Wie häufiger in der Mystik geht es dabei um den bewussten und selbst gesteuerten Übergang in eine Ekstase, also um einen Weg, über das gewohnte „Alltags-Ich“ hinauszugehen, dessen Beschränkungen zu transzendieren. Dazu gibt es verschiedene Techniken, die sich als Geheimlehren, die studiert und erfahren werden, überliefern. Diese initiatorische Erfahrung vermittelte sich anfänglich in einer zunächst rein mündlichen, später schriftlichen Überlieferung. In der Kabbala wird auch heute noch die Beziehung zwischen Lehrer und Schüler als wesentlich gesehen. Kabbalistische Erfahrung soll die „Grenze zwischen Subjekt und Objekt“ aufheben können.
Stufen der Weisheit: Nach jüdischer Tradition gelangten nur vier Weise zu Lebzeiten ins Paradies und von diesen kehrte allein Rabbi Akiba unversehrt zurück. Den meisten gelingen nur ein paar Tritte auf der Himmelsleiter (hebräisch סֻלַּם יַעֲקֹב sullām jaʿakow) oder das Öffnen einiger weniger Tore. Jedoch behalten, so die kabbalistische Lehre, alle Suchenden und Lernenden ihre besonderen erlangten Fähigkeiten und sollen sie nach außerbiblischer Tradition sogar vererben können (deuterokanonisches Buch Ben Sira: "Wenn er auf sie (die Weisheit) vertraut, wird er sie erben, und seine Nachkommen werden an ihr Anteil haben." Sir 4,16 ). So soll der Segen – בְּרָכָה Bəracha – entstehen.

## Grafische Darstellung des Lebensbaumes
Die Darstellung des kabbalistische Lebensbaumes hat Vorläufer in der assyrischen Mythologie.

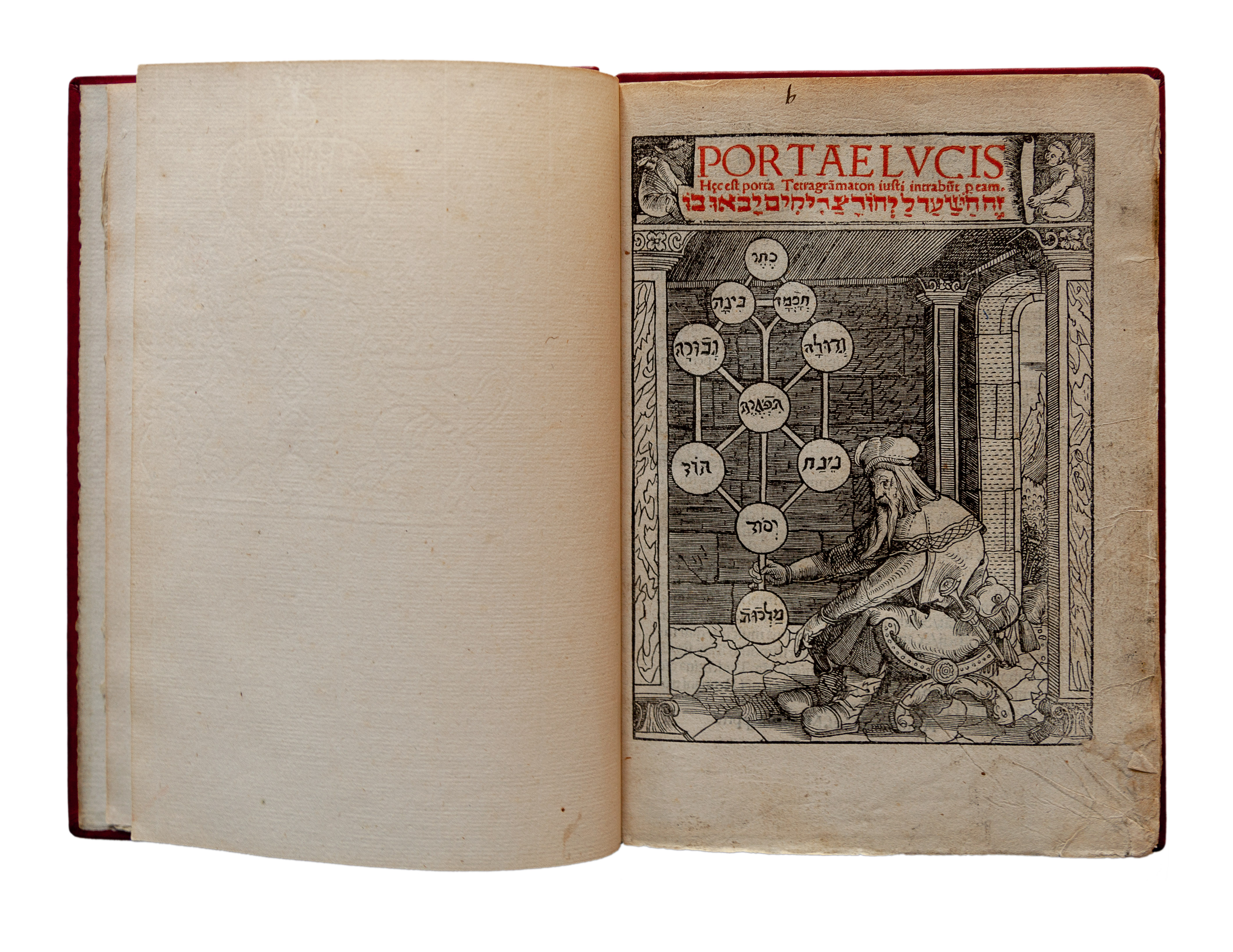
Gikatillas „Portae lucis“ (1516). Die Titelseite mit einem Kabbalisten, der die zehn Sephiroth hält.

Versuche kabbalistische Inhalte in Diagrammform darzustellen wurden von David ben Yehudah he-Ḥasid unternommen, die möglicherweise spätere und ähnliche von Isaak Luria oder Chaim Vital beeinflusst haben.
Die konventionelle ikonische Darstellung des Lebensbaumes (hebräisch עץ חיים Ez Chaim, deutsch ‚Baum des Lebens‘) oder die Transformation der kabbalistischen Beschreibungen in eine grafische Darstellung, in den europäischen Druckerzeugnissen, erschien im Jahr 1516 mit dem Druck des Titelblattes einer lateinischen Übersetzung De Porta Lucis R. Josephi Gecatilia (Augsburg, 1516) von Paul Ritz, der einen Teil des Originaltextes von Joseph ben Abraham Gikatilla Sha'are Orah oder Sefer ha-Orah (deutsch „Tore des Lichts“) übersetzt hatte.
Der Ursprung der grafischen Darstellung des Lebensbaumes wird aber in der wissenschaftlichen Diskussion Johann Reuchlins zugeordnet. Auch in seinem Werk De Arte Cabbalistica aus dem Jahr 1517 präsentierte er eine diagrammatische Darstellung des Lebensbaums. Das Diagramm umfasste aber nur 17 Pfade und zu dieser Zeit waren die Konzepte von 10 Sphären und 22 Buchstaben in der Literatur noch klar voneinander unterschieden.

## Kabbalistische Ehrennamen (Auswahl)
Die Träger der kabbalistischen Überlieferungen werden oft mit einem Zusatznamen, etwa בַּעֲלֵי־קַבָּלָה Bah-al-ay' Qabālā (auch בַּעֲלֵי־הַקַּבָּלָה Bah-al-ay' Haqqabālā), der ‚Herr oder Meister der Kabbalah‘ oder מְקֻבָּלִים Məqūballīm belegt. In Məqūballīm schwingt die Bedeutung „von Gott aufgenommen“ mit.
Ältere Kabbalisten trugen unspezifische und blumige Namen wie יוֹדְעֵי חֵן Yōdəˊēy ḥēn ‚Kenner, Wissende der Gottesgnade‘ oder einfach יוֹדְעִים Yōdəʕīm ‚Wissende‘, eine Bezeichnung, die auf Nachmanides zurückgeht, מִשׂכָּלִים miśkālīm ‚Vernunftbegabte‘ und חַכמֵי הַלֵּב ḥachmē hallēv (auch חַכמֵי לֵב ḥachmē lēv) ‚Weise des Herzens‘. Das Objekt ihrer Bemühungen war die חָכְמָה נִסתָּרָה ḥåchmā nīstarā ‚verborgene Weisheit‘ (auch חָכְמַת הַנִּסתָּר ḥåchmath hannīstār).
In der jüdischen Mystik aber auch schon im Tanach, der hebräischen Bibel wird das Herz mit einer Vielzahl von Bedeutungen belegt, so „als Körperorgan, als Sitz der Lebenskraft, als Sitz von Empfindungen und Regungen, als eine Metapher für Entschlossenheit und Mut, für Absicht und Willen, für Aufmerksamkeit und Verstand, aber auch als Sitz des Gewissens.“; hebräisch לֵב lēv.

## Kabbala und Midrasch
Die Kabbala und der Midrasch sind zwei zentrale Strömungen in der jüdisch religiösen Erkenntniswelt, die in vielerlei Hinsicht miteinander verbunden sind. Beide beschäftigen sich mit der Auslegung der heiligen Schriften, insbesondere der Tora, aber sie tun das aus unterschiedlichen Perspektiven und mit unterschiedlichen Zielen.
Aber dennoch gibt es Überschneidungen, in denen die Kabbala auf midraschische Quellen und Methoden zurückgreift, und umgekehrt.
Ein wichtiger Aspekt des Midrasch war die Vorstellung, dass die heiligen Schriften nicht nur eine „oberflächliche“ Bedeutung haben, sondern dass ihre tieferen, kryptischen Bedeutungen auch spirituelle Wahrheiten und Einsichten über das Göttliche und das Universum/Schöpfung enthielten, das legte u. a. das Fundament für die spätere Entwicklung der Kabbala.
Der Midrasch ist eine Sammlung von rabbinischen Auslegungen und Erzählungen, die die Tora und andere heilige Schriften auf verschiedene Weisen erklären und erweitern. In dieser Form der Schriftauslegung wird der biblischen Inhalt aber nicht wie Mischna und Talmud systematisch, also nach thematischen Komplexen, sondern versweise entlang des Bibeltextes kommentiert. Die Texte des Midrasch können als homiletisch (predigtlich), erzählerisch oder halachisch (gesetzlich) bezeichnet werden.
Der Midrasch beschäftigt sich damit, Fragen zu beantworten, die aus der Tora entstehen, Geschichten zu vertiefen und moralische, rechtliche oder philosophische Lektionen zu vermitteln. Die Midraschim intendieren tiefere, spirituelle oder ethische Wahrheiten zu lehren. Während der Midrasch primär narrative, moralische und halachische Auslegungen anbietet, geht es in der Kabbala weiter, dringt sie doch in die mystische Dimension des Göttlichen und dem Verständnis der Schöpfung ein. Dennoch haben etliche kabbalistische Texte midraschische Konzepte aufgenommen und sie auf eine tiefere, metaphysische Ebene erhoben.
Die Unterschiede zwischen dem Midrasch und der Kabbala liegen sowohl in ihrem Zugang zu den heiligen Texten als auch in ihren Zielen, Methoden und Inhalten. Beide Traditionen befassen sich mit der Auslegung der Tora, sie unterscheiden sich grundlegend in ihrer Herangehensweise und ihren Schwerpunkten.
Der Midrasch verwendet eine Reihe von herkömmlichen rabbinischen Auslegungsmethoden wie Peschat (hebräisch פשט ‚wörtliche Bedeutung‘), Drusch (hebräisch דרש ‚allegorische Bedeutung‘), Remes (hebräisch רמז ‚hinweisende Bedeutung‘) und Sod (hebräisch סוד ‚geheime Bedeutung‘), als Akronym „PaRDeS“. Die Midraschim konzentrieren sich auf das Entschlüsseln von tieferliegenden Bedeutungen in den biblischen Erzählungen und Gesetzestexten und auf das Lösen von Unklarheiten oder Widersprüchen innerhalb des Textes.
Dabei hat die Erzählweise eine große Bedeutung, denn der Midrasch nutzt dabei oft narrative Techniken, um moralische oder gesetzliche Prinzipien zu vermitteln und schwierige Passagen in der Tora zu erklären.
In der Kabbala, die auf dem historisch älteren, exoterischen Midrasch basiert, geht es primär nicht um die Auslegung und Erklärung des Textes, sondern auch um die mystische Transformation des Lesers.
Sie bezieht sich oft auf die konfidenziellen Ebenen der Tora und anderer heiligen Texte und betrachtet den Text als Träger von spirituellen Energien und kosmischen Wahrheiten. Während der Midrasch sich mehr auf das Verständnis und die Anwendung des Textes im alltäglichen Leben konzentriert, ist die Kabbala vor allem auf die spirituelle Erhebung und das mystische Erleben des Göttlichen ausgerichtet.

Die Texte der Kabbala stellen eine parallele oder tiefere Dimension zu den verschriftlichten Formen der mündlichen Tora dar. Während die Mischna und der spätere Talmud bzw. die Midraschim das juristische und ethische Rückgrat des jüdischen Lebens bilden, bietet die Kabbala eine mystische und metaphysische Perspektive auf dieselbe göttliche Offenbarung.

## Kabbala und Gnosis
Das ‚gnostische Denken‘ ging davon aus, dass die materielle Welt ‚unvollkommen‘ oder ‚böse‘ sei und dass die wahre Bestimmung des Menschen in der Rückkehr zur göttlichen, zur transzendenten Wirklichkeit durch Erkenntnis (Gnosis) läge.
Die Kabbala hingegen sucht göttliche Einheit durch die Transformation und Heiligung der Welt.
Es war Gershom Scholem der argumentierte, dass „gnostische“ Ideen in verschiedenen Formen in der jüdischen Mystik überlebten, die im Früh- und Hochmittelalter von den Autoren kabbalistischer Texte systematisiert wurden. Insbesondere in seiner umfangreichen Besprechung des Sefer ha-Bahir betont er ausdrücklich dessen gnostischen Charakter.
Texte aus dieser Zeit verraten tatsächlich viele der „gnostischen“ mythischen Elemente, die sowohl in den Schulen der Sethianer als auch der Valentiner aus der Spätantike zu finden sind.
Die neuere Forschung haben diese Bewertung in Frage gestellt, behaupten jedoch weiterhin, dass einige quasi-gnostische Konzepte und Parallelitäten fortbestünden, wenn auch nicht als Teil einer organisierten „gnostischen“ Sekte innerhalb der Kabbala.

## Geschichte
Der entscheidende Autor für die ihm nachfolgenden Schriften wird in Isaak dem Blinden (1159–1235) aus Narbonne gesehen.
Baḥya ben Ascher nannte Jsaak den Blinden in seinem Kommentar zur Tora, genauer Wajikra, als den „Vater der Kabbala“
Dessen Schüler brachten seine Lehren nach Girona (Jüdische Gemeinde Girona), wo bald ein kabbalistischer Zirkel entstand.
Abraham ben Isaak von Narbonne, dessen Schwiegersohn Abraham ben David aus Posquières und die beiden Söhne des Abraham ben Isaaks aus Narbonne, der besagte Jitzchak Saggi Nahor (‚Der Blinde‘) und sein Bruder David Saggi Nahor, waren aber letztlich allesamt Vorläufer und maßgeblich für das Entstehen der Kabbala verantwortlich.
Das erste wichtige Werk war das pseudepigraphisch verfasste Sēfer ha-Bahir aus dem 12. Jahrhundert in Südfrankreich. Als weitere „literarische Meilensteine“ folgten das Sēfer ha-Sōhar, das im 13. Jahrhundert auftauchte, und dann in der „goldenen Ära von Safed“ im 15. und 16. Jahrhundert die dort entstandenen Texte, die das Zentrum der lurianischen Kabbala bildeten.
Viele Kabbalisten, insbesondere in den frühen Jahrhunderten ihrer Entwicklung, waren tief im Talmudstudium verwurzelt.

### Vorbemerkungen
Im Hinblick auf die Entstehungszeit und der literarischen Kontinuität von Texten jüdischer Mystik, im weitesten Sinne, und auch der Kabbala, im engeren Sinne, bestehen unterschiedliche Ansichten und Intentionen zwischen bestimmten jüdischen bzw. kabbalistischen Traditionen und den Ergebnissen der akademischen, wissenschaftlichen Forschung.
Daniel Matt
sieht die Kabbalisten im engeren Sinne, neben den unten beschriebenen Quellen, nicht nur von den jüdischen Philosophen, und hier insbesondere durch die negative Theologie des Maimonides beeinflusst, sondern direkt und auch indirekt von polytheistischen, antiken und christlich-neuplatonischen Denkern, dem erwähnten Plotin bzw. dem Neuplatonismus, Pseudo-Dionysius Areopagita, Johannes Scotus Eriugena u. a., aber auch durch den ihnen wahrscheinlich nicht quellentlich bekannten Philon, der den Weg zur negativen Philosophie ebnete, oder den Gnostiker Basilides.
Maimonides (Rambam) war ein mittelalterlicher jüdischer Philosoph, der stark von der griechischen Philosophie, insbesondere von Aristoteles, beeinflusst war. Seine negative Philosophie, die er in Werken wie Der Führer der Unschlüssigen (hebräisch מורה נבוכים Moreh Nevuchim) darstellte, beschäftigte sich mit der Unbeschreiblichkeit Gottes. Maimonides argumentierte, dass Gott jenseits aller menschlichen Begriffe und Eigenschaften stünde und dass der Mensch nur durch eine Negation von allem, was Gott nicht ist, zu einem Verständnis des Göttlichen gelangen könne. Während Maimonides einen rationalen Zugang zur Religion vertrat, der sich stark auf das Verständnis und das Wissen stützte, legte die „Kabbala“ den Fokus auf „mystische Erfahrungen“ und „intuitives Wissen“ im Zugang zu Gott.

### Vorkabbalistische Zeit und die Hekhalot-Literatur
Nach Johann Maier beruhte die Kabbala auf einer „innerjüdischen, kontinuierlichen Überlieferung“, welche schon im ersten nachchristlichen Jahrhundert sich über Zeugnisse der tannaitischen Kabod- oder Markabah-Mystik und später, im dritten bis sechsten Jahrhundert in der Hekalot-Literatur zeigten. Ritualistisch-meditative Praktiken, in der Hekalot-Literatur bezeugt, belegten am klarsten Entsprechungen zur „gnostischen Himmelsreise“.
Wurmser (2004) führt aus:

„Die Hechalot- oder Palastmystik (der „Aufstieg“ zu den himmlischen Palästen, bzw. Ein- und Abstieg [hebräisch עליה aliyah, deutsch ‚Austieg‘ ‚Einstieg‘ und hebräisch ירידה yerida, deutsch ‚Abstieg‘] in die innere Tiefe, und die Vision der göttlichen Welt und Gestalt) des 2. Jahrhunderts widerspiegelt nach neuen Forschungen […] das Ritual der Opfer und Gesänge im heiligen Tempel, die Terminologie dieser Literatur folgt den priesterlichen Tempelfunktionen und das Auftauchen der jüdischen Mystik im Altertum soll daher als eine vergeistigte Fortsetzung der Tempelrituale aufgefasst werden.“

Ob eine jüdische Mystik oder Esoterik schon in der Zeit des Jerusalemer Tempels existierte, ist nicht eindeutig belegbar. Wahrscheinlich bestanden vor der eigentlichen Redaktion der Texte des Tanachs bereits in „vorexilischer Zeit, Überlieferungen“, „die keinen Eingang in den biblischen Kanon fanden, deren Inhalte jedoch Bezüge zur Welt des altsemitischen Mythos aufwiesen“, etwa zu babylonischen und kanaanitischen Texten.
In den „Schriften der Mischna, des 1. bis 2 Jahrhunderts n. Chr. gibt es Hinweise auf esoterische Disziplinen“, so in der Schöpfungsgeschichte „Ma'aseh Bereschit“ (hebräisch מעשה בראשית ‚die Kunde von den Anfangsdingen‘ oder ‚das Buch der Tat im Anfang‘) oder dem „Maaseh Merkabah“ (hebräisch מעשה מרכבה ‚die Kunde vom Gotteswagen‘).
So fänden sich die Anfänge jüdischer Esoterik, nach Joseph Dan im Chagiga 2,1.
Gelehrte des Mischnatraktates Chagiga, es wurde vermutlich im 1. Jahrhundert festgehalten, führen aus, dass zwei Abschnitte des Tanach nicht öffentlich ausgelegt werden dürften und selbst das Studium in kleinen Gruppen Gefahren berge. Es handelte sich, um die besagte Schöpfungsgeschichte „Ma'aseh Bereschit“ und dem zweiten Abschnitt des 1. Kapitel des Propheten Ezechiel (Ez 1,1-10 ), die Darstellung des „himmlischen Thronwagens“.
Dabei kommt der Begriff „Ma'ase Merkaba“ im Buch Ezechiel so gar nicht vor, vielmehr führt der Text deskriptiv aus, und spricht von den „Ofanaim“ oder Rädern, denen vier Gestalten „Chayot ha-kodesch“ oder heilige Tiere, in Form eines Menschen, Stiers, Löwes und Adlers beigestellt sind. Erst in einem Traktat der Mischna Chagiga wird die Vision Ezechiels „Ma'ase Merkaba“ also solche so genannt.
Von den Schriften jüdischer Esoteriker der Spätantike sind etwa zwölf Abhandlungen oder Literaturquellen überliefert. Nach Dan sind in dieser Literatur vier Hauptthemen zentral:
- Kosmologie und Kosmogonie, als detaillierte Beschreibung des Schöpfungsvorganges, etwa im Seder Rabba de-Bereschit,
- Magie, etwa Harba de Moshe,
- Darstellung des Thronwagens im Buch Ezechiel sowie weiteren Abschnitten im Tanach in dem es um Gottes Wohnstätte geht, Schechina (hebräisch שְׁכִינָה šəchīnāh), etwa Re'uyyot Yehezqel
- aktive Prozedur, durch die der Mensch in göttliche Sphären aufzusteigen in die Lage versetzt wird, etwa Jorde ha-merkava.[120]

Im Zentrum der frühen jüdischen Mystik bzw. mystischen Bewegung steht Ezechiel, hebräisch יְחֶזְקֵאל jəḥæskēʾl mit den in Kapitel 1  und 10  geschilderten ‚göttlichen Thronwagen‘, (althebräisch מרכבה ‚Wagen‘) (Merkaba). „Merkaba“ so wurde in der Vision des Ezechiel (in Hes 1,4 ) der „Thronwagen“ bezeichnet.
Im Kontext mit der jüdischen Mystik wird die „Merkaba“, das „Fahrzeug“ (Ez 1 ) zu einer Metapher, einem Symbol, das dem Menschen helfen kann, eine höhere spirituelle Ebene zu erreichen, sich mit göttlicher Energie zu verbinden und letztlich eine Form der Erleuchtung oder Transformation zu erfahren. In dieser Vision wird er Zeuge eines göttlichen Fahrzeugs, das von vier lebenden Wesen (Cherubim) getragen wurde, und er beschreibt die Herrlichkeit Gottes, die in einem Licht erscheint und den gesamten Raum erfüllte.
Die gesamte literarische Gattung, die um dieses Thema kreist, wird als Hekhalot-Literatur, also der Literatur, die die ‚himmlischen Paläste‘ oder ‚Hallen‘ im Fokus haben, bezeichnet. Dennoch, so Peter Schäfer, bleibt es hypothetisch, ob die Hekhalot-Literatur in Richtung einer artikulierten, mystischen Bewegung im Judentum zu definieren sei.
Der Hauptschwerpunkt der Hekhalot-Literatur sind Berichte über göttliche Visionen, mystische Himmelfahrten, die Befolgung des göttlichen Rats sowie die Herbeirufung und Kontrolle großer Engel (Seraphim, Cherubim), normalerweise zum Zweck der Erlangung von Einblicken in die Tora.
Die Hekhalot-Literatur stammt vom hebräischen Wort für „Paläste“ und bezieht sich auf Visionen von Aufstiegen in ‚himmlische Paläste‘. Das Genre überschneidet sich mit der Merkaba- oder „Thronwagen“-Literatur, die sich auf Hesekiels Thronwagen bezieht, weshalb die beiden manchmal zusammen als „Bücher der Paläste und des Thronwagens“ (hebräisch ספרות ההיכלות והמרכבה) bezeichnet werden. Die Hekhalot-Literatur ist ein Genre jüdischer esoterischer und offenbarender Texte, die irgendwann zwischen der Spätantike – manche glauben, aus der Zeit des Talmud oder früher – und dem Frühmittelalter entstanden sind.
Viele Motive der späteren Kabbala basieren auf den Hekhalot-Texten, und die Hekhalot-Literatur (etwa hebräisch מסכת היכלות Massekhet Hekhalot, deutsch ‚Traktat von den himmlischen Palästen‘) selbst basiert auf früheren Quellen, einschließlich Überlieferungen über die Himmelfahrt oder Entrückung Henochs, die in den Schriftrollen vom Toten Meer und in den Pseudepigraphien der Hebräischen Bibel zu finden sind. Hekhalot selbst enthält zahlreiche pseudepigraphische Texte.
Beispiele der Hekhalot-Literatur sind:
- Hekhalot Zutartey („Kleinere Paläste“)
- Heikhalot Rabbati („Die oberen Paläste“)[133]
- Merkavah Rabba („Der große Streitwagen“)
- Ma'ase Merkavah („Bericht über den Streitwagen“)
- Masekhet Hekhalot („Der Vertrag der Paläste“)
- Sefer Hekhalot („Buch der Paläste“ auch bekannt als das Dritte Buch Henoch)
- Re'uyyot Yehezqel („Die Vision von Hesekiel“)
- Shi'ur Qomah („Maß des göttlichen Körpers“)
- Sefer ha-Razim („Buch der Mysterien“)
- Harba de Moshe („Das Schwert Moses “)[134][135]

Die Merkaba-Literatur war also eine, ab dem ersten vorchristlichen Jahrhundert eine mystische Strömung innerhalb des Judentums. Im dritten Jahrhundert nach Chr. entstand das magisch-mystische Buch Sefer ha-Razim.
Ferner nahm Elija, Eliyahu ha-Navi, in der jüdischen Tradition – und besonders schon in der frühen Kabbala – eine zentrale Rolle ein: als Vermittler zwischen ‚Himmel und Erde‘, als Brücke zwischen ‚prophetischer Offenbarung‘ und ‚mystischer Erkenntnis‘. In ihrem Streben nach religiöser Legitimität beriefen sich die frühen Kabbalisten dabei nicht ausschließlich auf göttliche Offenbarungen, sondern auch auf Visionen des Propheten Elija, der aufgrund seines Engagements für den Monotheismus eine herausgehobene Stellung innerhalb der erzählerischen Überlieferung genoss.
Dennoch stand Elija, als symbolische Gestalt wie auch als ein mystischer Vermittler nicht allein – andere spirituelle und philosophische Strömungen, etwa neuplatonisches Gedankengut oder rabbinischen Autoritäten prägten die kabbalistische Lehre.
Gegen Ende der talmudischen Zeit entstand in der Tradition vorhandener Text-„Komplexe kosmologischen und sprach-spekulativen Charakters“ das vorkabbalistische Sefer Jetzira, welches die Lehre der Sephiroth (Sphären, Ziffern) entwarf. Es ist noch kein Werk der frühesten Kabbala. Vielmehr handelt es sich um ein kosmologisches, kosmogonisches Werk, dass den Prozess der Schöpfung mit der Wirkung der hebräischen Buchstaben in Verbindung bringt. So sei das Universum aus den 32 Pfaden der Weisheit ‚gehauen‘ oder ‚gefertigt‘ worden; die Pfade werden als 10 Sephiroth und 22 Buchstaben des hebräischen Alphabets dargestellt. Das Werk tauchte in der jüdischen Kultur des 10. Jahrhunderts auf.
Diese Lehre entsprach noch nicht ganz dem späteren kabbalistischen Verständnis, wurde aber unter Kabbalisten entsprechend gedeutet. Die Entstehungs- und frühe Wirkungsgeschichte des Sefer Jetzira ist noch nicht sicher erforscht. Der Text blieb „nicht selbstständig, sondern so gut wie nur im Zusammenhang mit Kommentaren erhalten“. Das Sefer Jezira ist eines der ältesten aller kabbalistischen Texte, seine Abfassung ist äußerst strittig, so bleibt seine Entstehungszeit zwischen dem 4. bis 8. Jahrhundert n. Chr. rein hypothetisch. Belegbar sind aber reichliche Kommentare in der jüdischen Tradition, ab dem 10. Jahrhundert.
Wichtige Autoren und Redaktoren aus dieser Zeit sind etwa Rabbi Jischmael und Rabbi Jehoschua ben Chananja, sowie Rabbi Nechunja ben haQana, letzterer wird in der Kabbala als Verfasser des Sefer ha-Bahir angesehen. Jischmael soll seinerseits im Austausch mit Rabbi Akiba gestanden sein.

### Entwicklung im 12. Jahrhundert und hohes Mittelalter
In jener Zeit erreichten die jüdischen Gemeinden des Languedoc, vor allem in den höheren sozialen Schichten, ein bemerkenswertes kulturelles Niveau.

„(…) Die Verfolgungen der Kreuzzüge hatten sie nicht betroffen. In Marseille, Arles, Montpellier, Lunel, Béziers, Narbonne, Perpignan, Carcassonne und Toulouse blühte das Studium der Tora und des Talmud. Besonders Narbonne hat durch viele Generationen eine große Tradition gelehrter jüdischer Studien aufzuweisen. Noch vor dem Auftreten der Kabbala sind seit dem 11. Jahrhundert hier oder in benachbarten Zentren Midraschim der späten Schicht [ Rischonim ], wie große Teile des Midrasch Rabba zu Numeri, der Midrasch Bereschith Rabbathi und der Midrasch Tadsche, die religionsgeschichtlich besonders bemerkenswert sind, entstanden oder bearbeitet worden. (…)“

Ab dem 10. Jahrhundert n. Chr. setzte dann mit dem Sefer Bahir, es wurde erstmals im 12. Jahrhundert in Südfrankreich (Hachmei Provence, hebräisch חכמי פרובנס ‚Weise der Provence‘) veröffentlicht, die eigentliche kabbalistische Texttradition ein. Dessen (ursprünglicher) Text, pseudepigraphisch, dem Tannaiten Nechonja ben ha-Qana, einem Zeitgenossen des Jochanan ben Sakkai, zugeschrieben wird. Es hat die Form einer klassischen Midraschsammlung dabei werden häufig Abschnitte mit talmudischen Gelehrten in Verbindung gebracht, die als Autoren angenommen werden.
Dennoch liegen die eigentlichen Anfänge der Kabbala in Südfrankreich und Nordwestspanien, wo Geheimlehren angeblich ältester Tradition aufgezeichnet wurden; die Autoren nannten sich meqûbballîm ‚Empfänger‘, ‚Angenommene‘. Sie führten ihre Inhalte auf die Weisheit des ersten Menschen, Adams (hebräisch אָדָם ādām, deutsch ‚der Mensch als Gattungsbegriff‘) zurück. Diese seien durch Auserwählte weitergegeben worden; tatsächlich basierten sie auf einer „(zumeist populär-) neuplatonische[n] Sicht der Welt und des Menschen“, wobei die Stellung auf ein neuplatonisches Weltbild wohl oft unbewusst geschah. Zur Bekräftigung der Behauptung, auf die ältesten Traditionen zurückzugreifen, wurde „so gut wie alles von der reichen biblisch-rabbinischen Überlieferung aufgegriffen und in ihrem Sinne verarbeitet. Und zwar mit derartigem Erfolg, dass auch viele älteren Vorstellungen für Laien als ‚kabbalistisch‘ erscheinen, was den Blick für die eigentlichen kabbalistischen Anliegen verstellen kann“. Die ersten Kabbalisten nutzten die „Bearbeitung und Kommentierung älterer Texte als Vehikel für ihre Lehren“; das erste Buch, das einen nach dieser Verwertungsmethode entstandenen kabbalistischen Text enthält, ist das Sefer ha-Bahir, das gegen 1180 fertig redigiert war und „lange Zeit Hauptgrundlage der danach allmählich verschriftlichten kabbalistischen Geheimlehre“ war.
Azriel von Gerona und Esra ben Salomo (gestorben zwischen 1238 und 1245) waren u. a. wichtige jüdischer Mystiker und ehemalige Schüler von Isaak dem Blinden. Sie wirkten in Girona, das im Mittelalter ein wichtiger Ort für jüdische Gelehrsamkeit und Kultur war. Der rabbinische Rat von Girona (katalanisch Consell Rabínic de Girona) und die dortige jüdische Jeschiwa gehörten zu den bedeutendsten religiösen und intellektuellen Institutionen jener Zeit. Die ehemaligen Schüler kombinierten die Einblicke aus dem Sefer ha-Bahir mit neoplatonischer Terminologie, so dass die entstehende ‚kabbalistische Symbolik und Sprache‘ mit den Geschichten aus dem Talmud zusammengeführt wurden. Sie nannten ihre Gemeinschaft „Chavara Keduscha“ (חַבְּרָא קְדוּשָּׁה), der wörtlich übersetzt „heilige Gemeinschaft“ bedeutet.
Das Klima in der Entstehungsregion war „stark geprägt durch [innerhalb des Christentums] oppositionelle und dualistisch orientierte Tendenzen, wie sie vor allem in den Katharer- und Albigenserbewegungen zur Wirkung gelangten, Machtkämpfe auslösten und auch die offizielle Kirche zu direkten Gegenaktionen veranlassten“. Ein direkter Zusammenhang zwischen diesen Tendenzen und der frühen Kabbala konnte nicht hergestellt werden. Während diese Bewegungen jedoch im Konflikt zur offiziellen Auslegung des Christentums standen, war die Kabbala keine Protestbewegung gegen die Auslegung des Judentums, „im Gegenteil, die Kabbalah erwies sich für die jüdische Religion trotz spekulativer Neuerungen von bislang kaum bekanntem Ausmaß als wirksamste Kraft zur Bewahrung und Vertiefung traditioneller Torah-Frömmigkeit“.
Während im Südwesten Europas die ersten Texte der Kabbala auftauchten, hatte sich im deutschsprachigen Raum, den SchUM-Städte, Regensburg eine analoge, aber von der Kabbala doch gänzlich unabhängige Richtung esoterisch-theologischer Spekulationen und Frömmigkeit entwickelt, die Chasside Aschkenas, (hebräisch חסידי אשכנז ‚die Frommen Deutschlands‘). Sie fiel in die Periode der Rischonim. Eine Entwicklung, die sich im hohen Mittelalter in den Zentren esoterischer Bewegungen der Deutsche Chassidismus weiter herausbildete und im Rheinland (Mitte des 12. bis Mitte des 13. Jahrhunderts), der das Werk Sefer Chassidim hervorbrachte.
In Spanien entfaltete sich, im kommenden 14. Jahrhundert, die so genannte „Prophetische Kabbala“, deren bedeutendste Vertreter Abraham Abulafia und Josef Gikatilla waren.

#### Einflüsse islamisch-jüdischer Gelehrter sowie des Neuplatonismus auf die Kabbala
Die jüdischen Neuplatoniker des Mittelalters bildeten keine ‚einheitliche Schule‘ mit gemeinsamen Institutionen oder Lehren, wie sie etwa die Scholastiker darstellten. Oder eben die späteren Kabbalisten. Aber sie waren:
- Teil einer größeren intellektuellen Bewegung, die auf dem Neuplatonismus basierte, wie er in der damaligen griechisch-arabischen Philosophie rezipiert wurde;
- durch eine Übersetzungsbewegung, insbesondere in der islamischen Welt und im arabischen Spanien, mit denselben Grundtexten und Ideen vertraut: z. B. Plotin (über arabische Fassungen), Proklos, Pseudo-Aristoteles.

Kennzeichnend für alle jüdischen neoplatonisch geprägten Philosophen war, dass sie unter dem Einfluss der arabischer Philosophie standen, insbesondere Al-Kindi, Al-Farabi und Avicenna (Ibn Sina) – alle diese Denker vermischten Aristotelismus mit Neuplatonismus und prägten damit auch die jüdische Philosophie. Viele jüdische Werke wurden direkt auf Arabisch geschrieben, diese jüdische Philosophen bewegten sich in mehrsprachigen, interkulturellen Milieus (arabisch, hebräisch, manchmal auch lateinisch).
Die Ähnlichkeiten zwischen den Annahmen des Plotins und der Kabbala zeigen keine direkte Abhängigkeit, aber eine geistige Nähe, möglicherweise durch eine gemeinsame mystische Grundstruktur (z. B. Topoi wie Einheit, Rückkehr, Licht, Stufenmodell). Aber die Begriffe sind nicht direkt übersetzbar, sondern eher funktional analog. Plotin arbeitete in einem streng ‚philosophisch-metaphysischen und abstrahierenden‘, die Kabbala und ihre Autoren in einem ‚theologisch-symbolischen System‘.
Trotzdem lassen sich analoge Strukturen erkennen, insbesondere im Hinblick auf die ‚Emanation des Göttlichen‘ in abgestufter Weise. Hier eine Gegenüberstellung auf Basis struktureller Funktion, kosmologischer Rolle und spiritueller Bedeutung. In der Kabbala ist das System dynamisch, mit Beziehungen (Zinnoroth) zwischen den Sephiroth. Plotins System ist hierarchisch-linear. Beide Systeme sprechen von einem Weg zurück zur Quelle. Bei Plotin durch Kontemplation, in der Kabbala durch Gebet, Ethik, Mystik (Devekut).
| Sephira (hebräisch)   | Bedeutung / Funktion                                   | Plotinische Entsprechung (Analoge Funktion im Neuplatonismus) | Griechischer Begriff                         |
| --------------------- | ------------------------------------------------------ | ------------------------------------------------------------- | -------------------------------------------- |
| Kether (Krone)        | Ursprung, Wille Gottes, jenseits von Form und Denken   | Das Eine, Ursprung von Allem                                  | τὸ Ἕν (To Hen)                               |
| Chochma (Weisheit)    | Erste Idee, schöpferischer Gedanke                     | Der göttliche Intellekt, Urschöpfungsidee                     | Νοῦς (Noûs)                                  |
| Binah (Einsicht)      | Differenzierung, Formgebung der Idee                   | Reflexion im Noûs, beginnende Vielheit                        | Διάνοια (Diánoia) oder strukturierender Noûs |
| Chesed (Gnade)        | Ausdehnung, Fülle, Liebe, schöpferischer Überfluss     | Dynamik der Ausstrahlung in der Weltseele                     | Ψυχή (Psychḗ) – aktiv gebende Seite          |
| Gewurah (Strenge)     | Einschränkung, Urteil, Ordnung                         | Ordnende, formende Kraft innerhalb der Seele                  | Λόγος (Lógos) – formende Ratio               |
| Tiphereth (Schönheit) | Harmonie, Ausgleich zwischen Chesed und Gewurah        | Seele als vermittelndes Zentrum                               | Μεσότης (Mesótēs) – mittlere Ausgewogenheit  |
| Nezach (Sieg)         | Beständigkeit, Durchsetzungskraft, Drang               | Streben der Seele zur Rückkehr                                | Ὄρεξις (Órexis) – Streben, Willensdrang      |
| Hod (Glanz)           | Intellektuelle Form, Kommunikation                     | Reflexion des Nous in der Weltseele, Ausdruck                 | Λόγος (Lógos) – Ausdruck des Noûs            |
| Jesod (Fundament)     | Kanal, Verbindung, Vermittlung zur Welt                | Verbindungspunkt zwischen Seele und sinnlicher Welt           | Σύνδεσμος (Sýndesmos) – Bindeglied           |
| Malchuth (Königtum)   | Manifestation, Gegenwart Gottes in der Welt, Schechina | Sinnlich-materielle Welt, unterster Emanationspunkt           | Ὕλη (Hýlē) – Materie                         |

Nennenswerte Einflüsse der jüdischen Neuplatoniker auf die Kabbala waren u. a.:
- Emanationsprinzip und die Sephiroth: Die Idee, dass alles stufenweise aus ‚dem Einen‘ hervorgeht, wird in der Kabbala zur Lehre der zehn Sephiroth weiterentwickelt – göttliche Kräfte, die aus dem „Ein Sof“ (dem grenzenlosen Gott) emanieren.
- Ein hierarchisches Weltbild: Die Welt ist eine geistige Ordnung, bestehend aus Ebenen zwischen Gott und der Materie – dieses Schema übernimmt die Kabbala vollständig, inklusive Zwischenstufen wie Engel etc.
- Die Seele als göttlicher Funke: Wie bei Gabirol und Bahya ist die menschliche Seele in der Kabbala ein Teil des Göttlichen, der durch Läuterung zurückkehren soll – das mystische Ziel.
- Symbolische Sprache und Allegorie: Die allegorische Bibelauslegung der Philosophen wurde in der Kabbala mystisch vertieft: Biblische Figuren und Zahlen entsprechen metaphysischen Kräften.
- Philosophisch-mystische Synthese: Denker wie Azriel von Gerona verbinden explizit Gabirols Philosophie mit der aufkommenden Kabbala, als Vorläufer einer „geistigen Mystik“.

Die jüdischen Neuplatoniker lieferten der Kabbala ein metaphysisches Gerüst – das Konzept eines ausstrahlenden Gottes, eine hierarchisch geordnete Wirklichkeit, und die Idee des Aufstiegs der Seele. Sie bilden damit das philosophische Fundament für die spätere symbolisch-mystische Ausformung der Kabbala.
| Name                       | Lebenszeit         | Ort/Region            | Hauptwerk/Titel                                | Titel Original                                                                   | Bezug zum Neuplatonismus                                                              |
| -------------------------- | ------------------ | --------------------- | ---------------------------------------------- | -------------------------------------------------------------------------------- | ------------------------------------------------------------------------------------- |
| Isaak ben Salomon Israeli  | ca. 855 – nach 900 | Kairouan              | „Buch über Elemente“, „Buch über Definitionen“ | arabisch كتاب العناصر Kitāb al-ʿUnṣur, arabisch كتاب الحدود Kitāb al-Ḥudūd       | Klare Emanationslehre, geistige Welthierarchie, vom ‚Einen‘ ausgehende Wirklichkeit   |
| Saadja Gaon                | ca. 882–942        | Babylon               | „Buch der Meinungen und Überzeugungen“         | hebräisch ספר האמונות והדעות Sefer ha-Emunot we-ha-Deʿot                         | Einzelne neoplatonische Züge, besonders in der Seelenlehre und Kosmologie             |
| Solomon ben Judah ha-Bavli | 10. Jhdt.          | Babylon               | Fragmente                                      | -                                                                                | Kosmologisch-neuplatonisch, betont geistige Ursprünge der Welt                        |
| Salomon ibn Gabirol        | ca. 1021–1058      | Malaga                | „Quelle des Lebens“                            | arabisch ينبوع الحياة Yanbūʿ al-Ḥayāt, lat. Fons Vitae                           | Systematisch neoplatonisch: Emanation, universale Materie, Rückkehr zur Quelle        |
| Bahya ibn Paquda           | 11. Jhdt.          | Saragossa             | „Pflichten der Herzen“                         | hebräisch חובות הלבבות Ḥovot ha-Levavot                                          | Seele als göttlicher Funke, Rückkehr zum Ursprung, mystische Emanationsstruktur       |
| Moses ibn Ezra             | ca. 1055–1138      | Granada               | Philosophisch-religiöse Lyrik                  | hebräisch כתבים פילוסופיים ושירים Kitvim filosofiyim u-shirim                    | Poetische Darstellung des Seelenaufstiegs                                             |
| Abraham ibn Ezra           | ca. 1089–1164      | Al Andalus            | Bibelkommentare, astrologische Werke           | hebräisch פירושים על התורה Perushim ʿal ha-Torah                                 | Kosmologische Ordnungsideen, gewisse Nähe zur Emanationstheorie                       |
| Maimonides                 | 1135–1204          | Córdoba / Fès / Kairo | „Führer der Unschlüssigen“                     | hebräisch מורה נבוכים Moreh Nevukhim, arabisch دلائل الحائرين Dalālat al-Ḥāʾirīn | Ablehnung des Neoplatonismus, Orientierung an Aristoteles                             |
| Isaak der Blinde           | ca. 1160–1235      | Provence              | Mystische Lehren (mündlich überliefert)        | -                                                                                | Begründer kabbalistischer Emanationslehre (Sephiroth), mystisch-neuplatonisch geprägt |
| Azriel von Gerona          | ca. 1160–1238      | Katalonien            | Kabbalistische Abhandlungen                    | hebräisch פירוש על הספירות Perush ʿal ha-Sefirot                                 | Ein Sof als Quelle, Systematisierung der Sephiroth als Emanationen                    |

Maimonides wurde von der islamischen Philosophie beeinflusst, insbesondere von den Werken der Philosophen wie Avicenna (Ibn Sina) und Al-Farabi. Beide Philosophen waren, wie auch Maimonides, in einer Zeit und Umgebung tätig, in der das intellektuelle Erbe der griechischen Philosophie, etwa Aristoteles wiederentdeckt und in einer islamischen Kontextualisierung weiterentwickelt wurde. Maimonides studierte die Werke der islamischen Denker und setzte sich intensiv mit deren Philosophie auseinander, um die jüdische Theologie mit rationalen, philosophischen Prinzipien zu verbinden. Denn sowohl Al-Farabi als auch Maimonides können als wichtige Vertreter des klassischen arabisch-islamischen bzw. des judäo-arabischen Denkens erachtet werden. Dennoch sah Maimonides die Haltung islamischer Gelehrter gegenüber muslimischen Interpretationen der jüdischen Tora kritisch. Aus seiner Sicht hatten Muslime ein verfälschtes Verständnis der jüdischen Schrift, da ihre Interpretation durch den Koran und die islamische Theologie beeinflusst war. Er sah die Tora als das „wahre Wort Gottes“ an und ging davon aus, dass sie in ihrer reinen Form bewahrt wurde, entsprechend kritisierte er die islamische Auffassung, die die Tora und die anderen biblischen Schriften als „verändert“ (Sure 5:13) betrachtete (Brief in den Jemen (1172), hebräisch אגרת תימן iggeret teman).
Besonders in seinem Werk Der Führer der Unschlüssigen („Moreh Nevuchim“, im Judäo-Arabischen דלאלת אלחאירין Dalālat al-ḥā'irīn, hebräisch מורה נבוכים Moreh HaNevukhim, deutsch ‚Lehrer der Beschämten‘ oder ‚Lehrer der Unschlüssigen, Verwirrten‘) entwickelte er eine Theologie, die Gott als völlig transzendent und jenseits der menschlichen Erkenntnis verstand. Maimonides betonte, dass Gottes wahre Natur nur durch das, was er nicht ist, erfasst werden kann, eine Haltung Position, die als „negative Theologie“ bekannt wurde.
Die Kabbala übernahm viele Aspekte dieser „negativen Theologie“ und setzte sie in ihre mystische Praxis um. Über Isaac dem Blinden, Moses de Leon und anderen Denkern gewann Maimonides Einfluss auf die Kabbala.

### Ausbreitung im 14. Jahrhundert
Die klassische Kabbala verbreitete sich „gegen Ende 1300 von Nordspanien aus vor allem durch die Werke des Josef ben Abraham Josef Gikatilla und durch die (teilweise anonymen und pseudepigraphischen) Schriften des Mose ben Samuel de Leon“.
Grundsätzlich hatten sich die Kabbalisten des 12. und 13. Jahrhunderts wie die jüdischen Philosophen nach Saadia Gaon einen spiritualisierten anti-anthropomorphen Gottesbegriff zugelegt, doch sorgten sie für eine dialektisch zugeordnete Kommunikationsgestalt, die dem nicht zur Kommunikation fähigen Gott der Philosophen zur Seite gestellt, erneut die Menschen mit ihm in althergebrachter Weise kommunizieren ließ. Ohne hinter philosophisch-theologische Errungenschaften zurückzutreten, kamen alte biblisch-rabbinische Ansichten wieder zur Geltung, allerdings führte ein meditativ-theosophischer Einschlag bei der Gebotserfüllung ihre Neuerung an den Rand der Häresie.
Wichtige Texte waren u. a. das Sefer HaTemunah, das Massekhet Azilut und das Sepher Raziel HaMalach.

### DerSohar

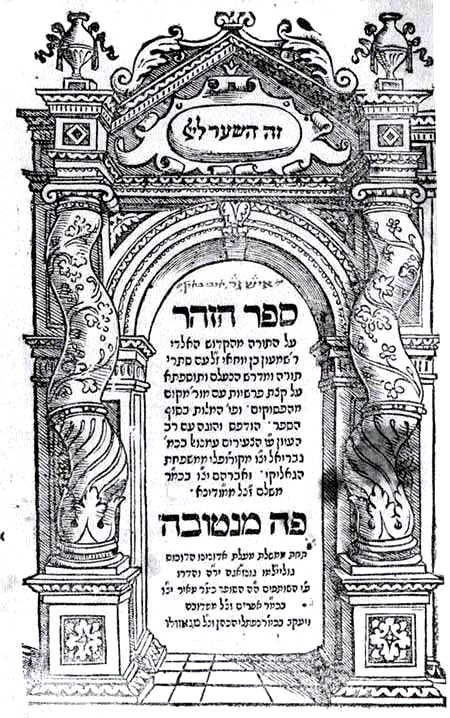
Der Sohar – Titelseite der Erstausgabe

Der Sefer ha-Sohar, (ספר הזהר Sefer ha-Sohar) ist eines der Hauptwerke der Kabbala, das im 13. Jahrhundert in Spanien entstanden ist. Der Sohar ist eine Sammlung von (pseudoepigraphischen) Texten, die zumeist in fünf Bänden erschienen; traditionell wird als Autor Schimon ben Jochai genannt, der auch die wichtigste handelnde Person in den Erzählungen ist und der vom Propheten Elija den Auftrag bekommen haben soll, den Sohar zu schreiben. Wahrscheinlich war es der Kabbalist Mosche ben Schemtow de León, der bis 1305 in Kastilien lebte, und möglicherweise aus vorgefundenen Quellen, aber auch eigenständig den Text verfasst hatte. Es gilt als eines der bedeutendsten und tiefgründigsten mystischen Werke des Judentums. Der Inhalt des Sohars stellt eine Sammlung von Kommentaren zur Tora dar, die in mystischer und symbolischer Weise interpretiert werden. Es enthält esoterische Lehren über JHWH, die Schöpfung, die menschliche Seele und das Universum. Die mystische Auslegung des Sohar geht über den wörtlichen Text der Tora hinaus und strebt nach einer tieferen, spirituellen Erkenntnis. In seiner Struktur ist der Sohar in Form eines Dialogs zwischen verschiedenen fiktiven Persönlichkeiten aufgebaut, darunter der Rabbiner Schimon bar Jochai, der die spirituellen Geheimnisse lehrt. Es gibt unterschiedliche Abschnitte im Sohar, darunter den Hauptteil, der die Tora kommentiert, sowie mystische Erzählungen, Gespräche und allegorische Geschichten.
Als Autor seines Hauptteils gilt nach wissenschaftlicher Auffassung der erwähnte spanische Kabbalist Mosche de Leon († 1305). Der Hauptteil des Sohar wurde in einem künstlich altertümlich gestalteten Aramäisch verfasst und von Mosche de Leon ab etwa 1275 „als angeblich altes Werk des Rabbinen Shimʿon bar Jochaj“ aus dem frühen 2. Jahrhundert verbreitet. Unter einigen Kabbalisten wird der Sohar „bis heute als ‚Midrasch des Simon bar Jochaj‘ […] und als ein heiliges Buch“ gesehen. Der Sohar enthält in verschiedenen, teils sehr umfangreichen Abhandlungen Auslegungen der Tora, Erzählungen zu mystischen Gestalten des Judentums, insbesondere zu Rabbi Schimon ben Jochai und seinen Schülern, sowie Spekulationen zu Zahlen und Buchstaben als den Fundamenten der Welt.
Der Sohar genoss „schon innerhalb kurzer Zeit ein hohes Ansehen“ und wurde auch in der Neuzeit „wie ein ‚heiliges Buch‘ behandelt“. Entsprechend umfangreich ist auch die kommentierende Tradition zu diesem Werk.
Während der Sohar so etwas wie „‚kanonische‘ Geltung erlangte“, wurden die übrigen kabbalistischen Schriften „dadurch in den Hintergrund gedrängt“ und gingen teils verloren.
Nach Gershom Scholem wird der Begriff der „Sephiroth“ im Sohar sehr selten direkt verwendet oder in seiner klassischen Form explizit erklärt. Stattdessen gibt ihn der Text umschrieben und durch synonyme Begriffe oder metaphorische Darstellungen ersetzt wieder. Scholem betont, dass im Sohar die kabbalistische Symbolik häufig poetisch und indirekt auftritt, und dass der Begriff der „Sephiroth“ häufig durch Begriffe, wie etwa ‚Bereiche‘, ‚Kräfte‘, ‚Seiten‘, ‚Lichter‘, ‚Kräfte‘, ‚Essenzen‘ oder ‚Namen Gottes‘, erscheinen. Im Sefer Jetzira gab es noch keine festen Bezeichnungen für die „Sephiroth“. Erst im 13. Jahrhundert, insbesondere im Sohar, wurden die ‚zehn Urzahlen‘ des Sefer Jetzira mit Namen versehen, die später in kabbalistischen Werken präzisiert wurden. Die „Autoren“ des Sohars tendierten dazu, die Sephiroth als „dynamische Kräfte“ zu verstehen, die in einem ständigen Prozess von Ausstrahlung und Rückkehr miteinander verbunden sind, und vermieden dabei eine festgelegte Kategorisierung. Diese späterhin verwendeten Namen der zehn Sephiroth sind dem Tanach entlehnt und dort vor allem aus dem 1. Buch der Chronik, (hebräisch דִּבְרֵי־הַיָּמִים Dīvrē-hayYāmīm, deutsch ‚Ereignisse der Tage‘ oder ‚Worte der Tage‘), 1 Chr 29,11 . Es ist jedoch zu betonen, dass das spezifische kabbalistische „Konzept der Sephiroth“ in dieser Form nicht direkt im Tanach zu finden ist.

#### Wichtige Werke (Auswahl) bis 16. Jahrhundert
| Entstehungszeitraum            | Hebräische Schreibweise | Transkription          | Deutscher Titel                            | Autor, -en, bzw. Pseudoepigraphie                      |
| ------------------------------ | ----------------------- | ---------------------- | ------------------------------------------ | ------------------------------------------------------ |
| 2. oder 3. Jahrhundert n. Chr. | ספר יצירה               | Sefer Jetzira          | Das Buch der Schöpfung/Formung             | unbekannt                                              |
| 12. Jahrhundert                | ספר הבהיר               | Sefer ha-Bahir         | Das Buch der Klarheit                      | möglicherweise Rabbi Isaak der Blinde                  |
| 13. Jahrhundert                | ספר האות                | Sefer ha-Ot            | Das Buch des Zeichen                       | Rabbi Abraham Abulafia                                 |
| 13. Jahrhundert                | ספר התולדות             | Sepher Raziel HaMalach | Buch des Geheimnisses des Erzengels Raziel | möglicherweise Eleazar von Worms oder Isaak der Blinde |
| 13. Jahrhundert                | ספר הזוהר               | Sefer ha-Zohar         | Das Buch des Glanzes                       | wahrscheinlich Moses de León                           |
| 13. Jahrhundert                | כתבי הרמבן              | Kitvei Ha-RaMbaN       | Die Schriften des Ramban                   | Rabbi Moshe ben Nachman                                |
| 13. Jahrhundert                | שערי אור                | Scha’are Orah          | Tore des Lichts                            | Rabbi Joseph Gikatilla                                 |
| 13. – 14. Jahrhundert          | ספר התמונה              | Sefer HaTemunah        | Buch der Figur                             | pseudoepigraphisch                                     |
| 16. Jahrhundert                | פרדס רימונים            | Pardes Rimonim         | Obstgarten der Granatäpfel                 | Rabbi Mose ben Jakob Cordovero                         |
| 16. Jahrhundert                | עץ חיים                 | Ez ha-Chajim           | Lebensbaum                                 | Chajim ben Joseph Vital                                |
| 16. Jahrhundert                | יחודים                  | Jiḥudim                | Hymnen über die Einheit Gottes             | Josef ibn Tabul                                        |

### 16. Jahrhundert: Lurianische Kabbala in Safed, Schule um Isaac ben Solomon Luria Ashkenazi
Nach der Verfolgung und Vertreibung der Juden aus Spanien im Jahr 1492 wurde Safed in Galiläa zum Zentrum kabbalistischer Lehre. Hier wirkte vor allem Isaak Luria (1534–1572), der wesentliche Beiträge zu der kabbalistischen Auffassung von der Schöpfung der Welt entwickelte. Es ist seinem bedeutendsten Schüler, Chajim ben Joseph Vital (1543–1620) zu verdanken, durch dessen schriftlichen Aufzeichnung Lurias Ansichten und Lehren gegen Ende des 16. Jahrhunderts einem weiteren Lesekreis zugänglich wurden.
Dazu gehören Vorstellungen vom אָדָם קַדמוֹן Adam Qadmon und einem „Sich-Zurückziehen“ (hebräisch צִמצוּם tzimtzum) Gottes, um der entstehenden Welt Platz zu schaffen, dem ‚Zerbrechen der Gefäße‘ (שְבִירַת הַכֵּלִים Schvirat ha-Kelim) bei der Schöpfung und dem Freiwerden der göttlichen Lichtfunken, Spekulationen über das Unendliche (אֵין סוֹף Ein Sof) und eine Lehre über die Seelenwanderung (גִּלגּוּל Gilgul). Ziel aller Bemühungen des Menschen ist es danach, in einem Prozess der Reparatur der Welt (תִּקוּן עוֹלם Tiqqūn Olam) den ursprünglichen heilen Zustand der Welt aus göttlicher Existenz wiederherzustellen.
Eveline Goodman-Thau sieht das Besondere in der lurianischen Kabbala darin, dass der soharischen Text neu interpretiert würde. So würden die ersten Sätze des Sohars, die Lichtmetaphern jetzt realgeschichtlich gedeutet – also die tatsächlichen Ereignisse, Entwicklungen, Handlungen im Zeitverlauf – in dem die Frage, nach dem genauen Geschehen, was also passiert ist, als Gott die Welt geschaffen hat, aufgeworfen und in Verbindung damit gebracht, dass schon am Anfang die Welt zerbrochen sei.

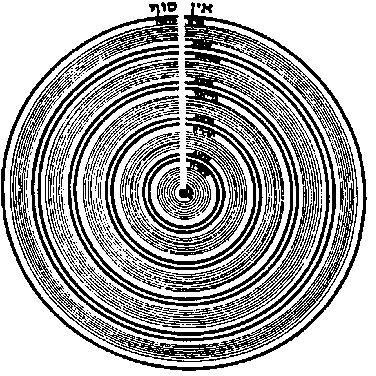
Darstellung der zehn Sephiroth ab dem 13. Jahrhundert und vor allem in der Schule der lurianischen Kabbala, ab dem 16. Jahrhundert, als Kreise (im singular). Die zehn Sephiroth, entstanden aus dem ‚göttlichen Urlicht‘, Ain Soph Or nach dem Tzimtzum die sich in Form von immer kleiner werdenden konzentrischen Kreisen (Emanationsmuster), den Igulim, herausbildeten unterbrochen vom Yosher. Als „weißer Streifen“ von „12 Uhr“ ins Zentrum des Kreises reichend. Im Inneren, dem Zentrum, befindet sich Malchuth, gefolgt von Jesod, Hod, Netzach, Tiphareth, Gevurah/Din, Chesed, Binah, Chochmah, Kether bis zur allumfassende Periphere mit Ein Sof..

Die Darstellung der Sephiroth als Igulim (hebräisch עִגּוּלים) taucht vor allem im Zusammenhang mit der Kabbala des 13. Jahrhunderts, so etwa im Sefer ha-Bahir (hebräisch ספר הבהיר) und später auf, besonders in den Schriften des Kabbalisten Isaak Luria und seinen Anhängern. Im „lurianischen Kabbalismus“ wird das Diagramm der Sephiroth oft als eine Darstellung von Kreisen oder Zirkeln verwendet, wobei sie in bestimmten Kreis-Formationen organisiert sind, die den dynamischen Fluss von ‚Licht‘ (hebräisch אוֹר or) und die Struktur der göttlichen Schöpfung symbolisieren.
In Lurias Lehre spielt die innere Arbeit des Menschen eine zentrale Rolle.
Igulim ve-Joscher (hebräisch עיגולים ויושר) beschreibt im lurianischen Kabbalismus die zwei unterschiedlichen Arten der göttlichen Ausstrahlung (sowie die Struktur des Universums und der Seelen).
- Igulim (hebräisch עיגולים) bedeutet „Kreise“ und bezieht sich auf die Kreise oder die ‚Zirkulation des Lichts‘ der ‚göttlichen Ausstrahlung‘, die im ‚ursprünglichen Zustand‘ (Tzimtzum) vorhanden ist, bevor sie sich in die Welt des „Joscher“ (Geradheit) ausbreitet.
- Joscher (hebräisch יושר) bedeutet „Geradheit“ oder „Wahrheit“ und beschreibt den linearen oder ‚geradlinigen Fluss des göttlichen Lichts‘, das in die ‚Welt‘ hinabsteigt, nach dem Beginn des kosmischen Prozesses des Tzimtzum den ‚Rückzug Gottes‘, um Raum für die Schöpfung zu schaffen.

Luria beschreibt, dass das ‚göttliche Licht‘ vor der Schöpfung alles durchflutete. Doch durch den Vorgang des Tzimtzum entstand ein „leerer Raum“ (hebräisch חָלַל Chalal), in dem die göttliche Präsenz nicht mehr direkt spürbar war. Dieser ‚leere Raum‘ entspricht dem Zustand des Tohuwabohu – einem Zustand von chaotischer Leere, in dem die Ordnung und Struktur der Schöpfung noch nicht etabliert sind; die ‚Welt des Chaos‘ (hebräisch עוֹלָם הַתֹּ֫הוּ Olām ha-Tohu) und die ‚Welt der Berichtigung, der Reparatur‘ (hebräisch עוֹלָם הַתִקוּן Olām ha-Tikun).
Isaac Luria und seine Schüler lehrten die jüdische Meditation auf die verschiedenen Namen Gottes, die als Mittel dienen, um die göttliche Präsenz zu erfahren und zu integrieren. Indem sie Traditionen folgten, ermöglichte Lurias Systematisierung der Lehre ihm, neue detaillierte Meditationspraktiken, Jichudim genannt, aus dem Sohar abzuleiten, die auf der dynamischen Interaktion der lurianischen Parzufim (hebräisch פרצופים) beruhten. Auch das ‚Konzept der Hitbodedut‘, (hebräisch הִתְבּוֹדְדוּת hitbōdedūt, deutsch ‚Abgeschiedenheit‘, ‚Einsamkeit‘, ‚Alleinsein‘), also der spirituelle Rückzug in die Einsamkeit zum Zwecke der Kontemplation oder persönlicher Vervollkommnung, entstammte der lurianischen Kabbala. Es wird vermutet, dass er möglicherweise aus der spirituellen Praxis des Isaak Luria selbst hervorging.
Wichtige Werke waren u. a. das Sefer Reshit ḥokhmah ha-Shalem, das Tikunei ha-Sohar und das Pardes Rimonim.

### Entstehung einer christlichen Kabbala

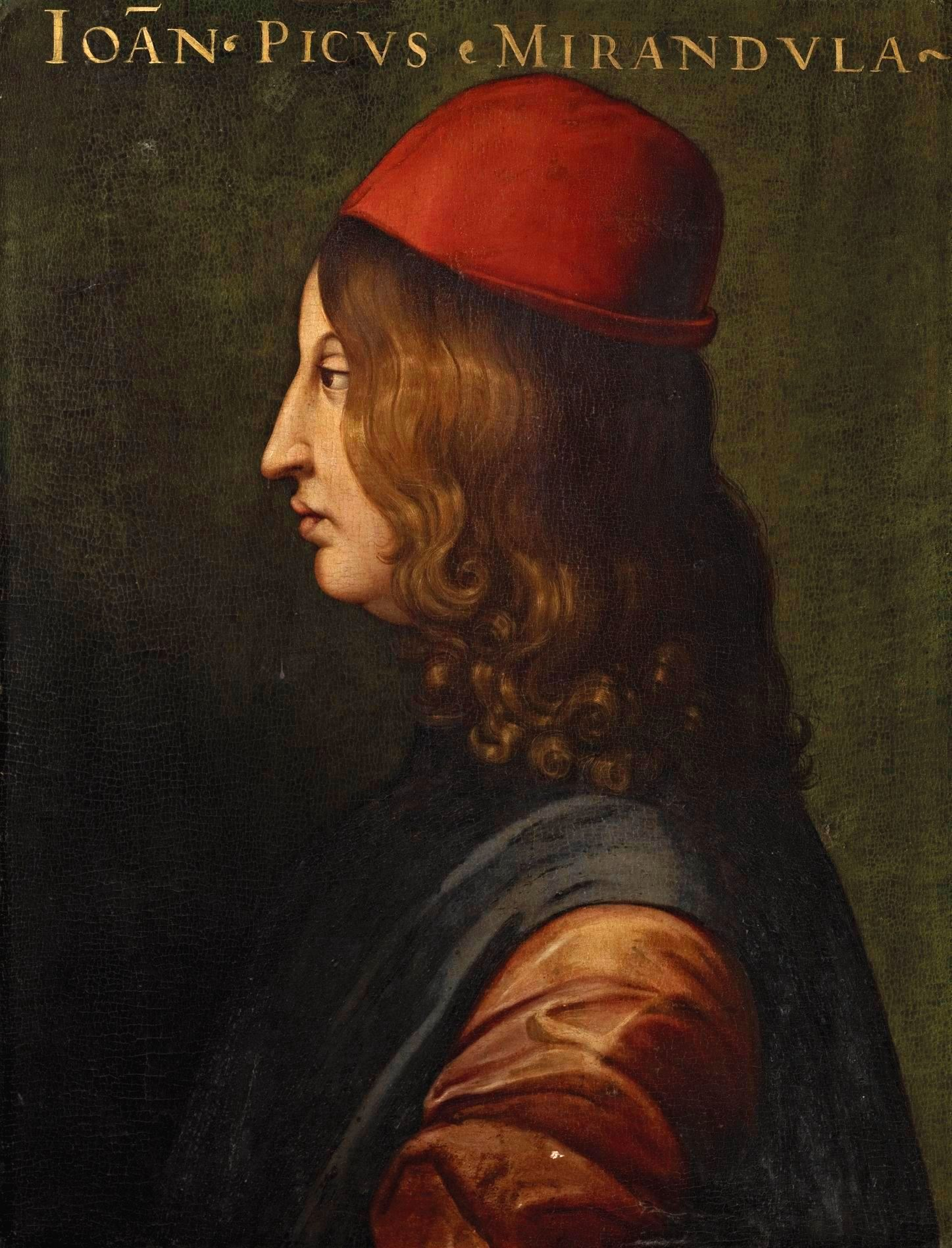
Giovanni Pico della Mirandola, 1463–1494. Ölgemälde eines unbekannten Malers in den Uffizien

Im 15. Jahrhundert eigneten sich auch Christen kabbalistische Lehren an. Giovanni Pico della Mirandola gilt als erster Vertreter der christlichen Kabbala, Anhänger der christlichen Kabbala waren eher an der Suche nach griechischer Philosophie und christlichen Inhalten in der Kabbala interessiert als an dieser selbst, und „[d]ie Unwissenheit mancher Autoren ist sogar horrend“. Vertreter einer als okkulte Philosophie bezeichneten Strömung, wie Agrippa und Giovanni Pico della Mirandola, versuchten, Philosophien zu entwickeln, die hermetisches, hebräisches und klassisches Wissen assimilieren, und dies dann mit der christlichen Theologie zu vereinigen. Trotz ihres esoterischen Charakters wurden die der okkulten Philosophie zugrundeliegenden hermetischen und kabbalistischen Ideen im Europa der Renaissance anfangs positiv aufgenommen. Die Historikerin Frances A. Yates betrachtete die okkulte Philosophie sogar als zentrale Triebkraft hinter der Renaissance selbst. Gegen Ende des 16. Jahrhunderts wuchs jedoch als Teil der Gegenreformation auch die Reaktion gegen den Renaissance-Neuplatonismus und die damit assoziierten okkulten Strömungen. Die christliche Kabbala, die zunächst die Legitimation okkulten Denkens beförderte, wurde nun deswegen abgewertet und mit Hexerei in Verbindung gebracht. Hier ist vor allem Heinrich Cornelius Agrippa von Nettesheim zu nennen, der die „Kabbala“ eng mit der „Magie“ verwob.

### 17. bis 19. Jahrhundert: Chassidismus, Bedeutungsverlust
Die in Safed entstandene Kabbala des Isaak Luria (lurianische Kabbala) gewann erheblichen Einfluss. Viele Elemente dieser Lehre wurden auch im osteuropäischen Chassidismus des 17. und 18. Jahrhunderts wirksam. Unter behutsamer Einbeziehung messianischer Elemente und einer gewissen Vereinfachung des ursprünglich sehr differenzierten Lehrgebäudes konnte die Kabbala große populäre Bedeutung in den chassidischen Zentren des Ostjudentums entfalten.
Die jüdische Kabbala verlor bis zum 19. Jahrhundert an Einfluss und erfuhr Geringschätzung durch die jüdischen Gelehrten dieser Zeit. Die Gegner der Kabbala unterstellten dieser, synkretistisch, voller christlicher Einflüsse und damit nicht jüdisch zu sein.

### Entstehung der hermetischen Kabbala
Im 18./19. Jahrhundert entstand die hermetische Kabbala, eine Strömung mit Wurzeln in der Gnosis, dem Neuplatonismus, der Hermetik, sowie der christlichen Kabbala, die hierbei von großer Bedeutung war. Die hermetische Kabbala entfernte sich jedoch vom Christentum, mitunter bis hin zu einer antichristlichen Ausrichtung, und nimmt gegenüber der ursprünglichen jüdischen Kabbala einen universelleren Ansatz an.
Im 19. und 20. Jahrhundert erschienen mehrere Werke des französischen Okkultisten Éliphas Lévi, der kabbalistische Lehren und die Werke anderer Autoren verfälschte, während sich Arthur Edward Waite um eine korrekte Darstellung der Kabbala bemühte, jedoch nicht des Hebräischen und Aramäischen mächtig war und daher Fehler aus Jean de Paulys verfälschter Zohar-Übersetzung in sein Werk The Secret Doctrine in Israel übernahm.

### 20. Jahrhundert: Systematische Lehre, „Hollywood-Kabbala“ und „New-Age-Kabbala“
Als einer der bedeutenden Kabbalisten des 20. Jahrhunderts gilt Yehuda Ashlag mit seiner systematischen Lehre der Kabbala. Losgelöst von jeglicher Mystik erklärt er die Kabbala als Erkenntniswissenschaft, die jedem Menschen – ungeachtet seiner Herkunft – als Lehre dienlich sein kann, um Schöpferähnlichkeit bzw. Dwekut, (hebräisch דבקות ‚Anhaftung‘, ‚Verschmelzung mit Gott‘) zu erlangen. Diese Schöpferähnlichkeit soll durch Überwindung der egoistischen Absichten zueinander erlangt werden. Dazu sei die Enthüllung der Weisheit der Kabbala an alle Menschen in der Welt erforderlich, und das jüdische Volk hätte als Beispielfunktion für Nächstenliebe eine systemische Rolle für alle Nationen. Er deutet ‚Israel‘ und die ‚Völker der Welt‘ als spirituelle Konzepte, die in jedem Menschen vorhanden sind. Dabei ist ‚Israel‘ ein Synonym für die Innerlichkeit bzw. das Streben nach Altruismus und ‚Völker der Welt‘ ein Synonym für Äußerlichkeit, das Streben nach Egoismus in einem Menschen. Er lehrte die Weisheit der Kabbala als notwendiges Mittel zur Korrektur der egoistischen Beziehungen zwischen Menschen und zur Erlangung von Weltfrieden.

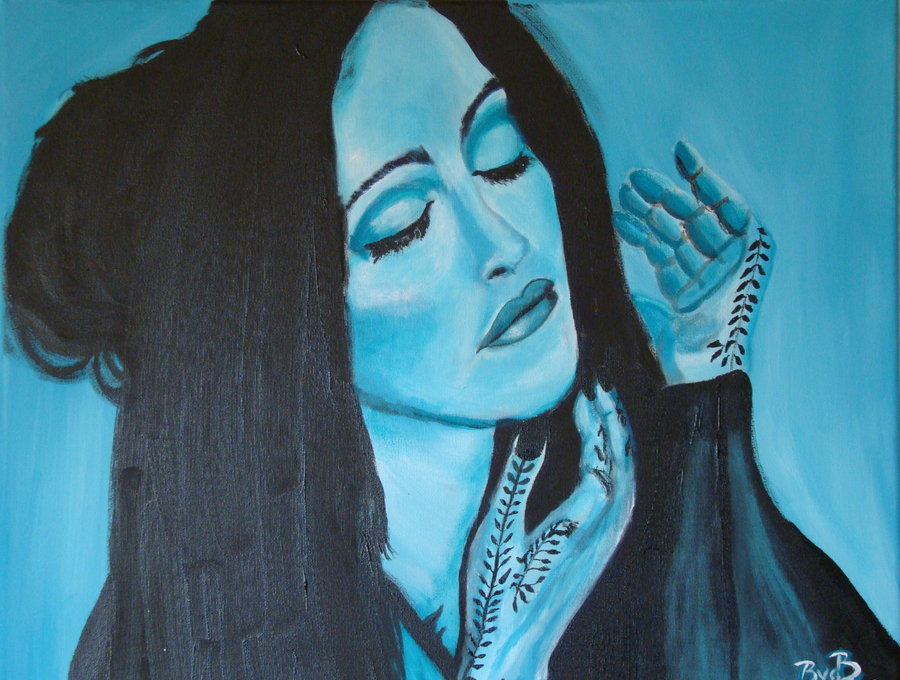
Gemälde inspiriert von Madonnas Look in Frozen (1998)

Zu seinen Schülern zählte unter anderen Baruch HaLevi Ashlag (1907–1991), der seinen Weg fortsetzte. Baruch Ashlag beschreibt in praktischer Weise in seinen Schriften Shlavei HaSulam (‚Die Sprossen der Leiter‘) die stufenweise Erkenntnis der Eigenschaft zu geben, um ‚Schöpferähnlichkeit‘ zu erlangen. Nach dessen Tod setzte sein wichtigster Kabbala-Student Michael Laitman seinen Weg fort und unterrichtet heute Millionen Menschen weltweit.
Ein weiterer Schüler von Yehuda Ashlag war Yehuda Brandwein. Sein Schüler war Philip Berg, welcher in den 1970er Jahren das sogenannte Kabbalah Centre gründete und anfing, die Lehre, die traditionell nur männlichen Juden über 40 zugänglich war, auch Frauen und Nichtjuden anzubieten. Bergs New-Age-Version der Kabbala, die unter Prominenten wie Ashton Kutcher, Madonna oder Britney Spears populär ist, wird auch als „Hollywood-Kabbala“ bezeichnet und von Kritikern als Antithese zur echten Kabbala angesehen.
Vor allem in den chassidischen Gemeinden der USA und in Israel wird die originäre jüdische kabbalistische Tradition auch in der Gegenwart noch gepflegt und weiterentwickelt.

### Kabbala und Okkultismus, Magie
Die „Kabbala“ ist in ihrem eigenen, autochthonen „jüdischen Selbstverständnis“ kein Okkultismus oder Magie, im Gegensatz zu den Annahmen etwa der hermetischen Kabbala.
In der Tora Ex 22,17 , Lev 19,26  und Deut 18,9-12  bzw. im Tanach 2. Kö 21,6 , Jes 47,12-14  werden die „okkulten Techniken“, die mit dem magischen Denken in Verbindung stehen, zurückgewiesen. So definiert die Tora einen hebräisch מכשפה machshefa, deutsch ‚Zauberer‘, sowie das, was für die hebräisch כישוף kishuf, deutsch ‚Zauberei‘ steht, ablehnend. Die Tora und die hebräischen Schriften lehnen Magie, Zauberei, Mantik sowie Hexerei entschieden ab, da diese Praktiken als unvereinbar mit dem monotheistischen Glauben an den einen, wahren Gott betrachtet werden. Der Glaube an Gott und das Befolgen seiner Gebote sind das zentrale Thema in der Kabbala im engeren Sinne.
Das Sefer ha-Chinuch (Mizwa 511) führte das Gebot weiter als Verbot der Ausübung von Hexerei oder Zauberei aus.